# Bahnhof Luzern
Der Bahnhof Luzern ist der Hauptbahnhof der Stadt Luzern. Der 1859 eröffnete Bahnhof ist mit 103'500 Fahrgästen pro Tag der drittmeist frequentierte Bahnhof der Schweiz. Als bedeutender Verkehrsknoten in der Zentralschweiz verbindet er das Normalspurnetz der Schweizerischen Bundesbahnen mit den meterspurigen Strecken der Zentralbahn sowie den Kursschiffen der Schifffahrtsgesellschaft des Vierwaldstättersees. Neben nationalem Fernverkehr und internationalen Verbindungen nach Mailand ist der Bahnhof Knotenpunkt der S-Bahn Luzern sowie des städtischen und regionalen Busverkehrs.

## Lage
Der Bahnhof befindet sich in der Luzerner Neustadt im Quartier Hirschmatt/Kleinstadt, nahe am Seeufer des Vierwaldstättersees. Nördlich des Bahnhofsgebäudes liegt der Bahnhofplatz mit dem alten Bahnhofsportal von 1896, dem grossen Busbahnhof und den Schiffsanlegestellen. Westlich des Bahnhofs verläuft die Zentralstrasse, auf der Ostseite befinden sich das Kultur- und Kongresszentrum Luzern (KKL) sowie die Universität Luzern. Die Seebrücke verbindet den Bahnhof mit der Altstadt am rechten Ufer der Reuss, während die Pilatusstrasse nach Westen zum Pilatusplatz führt.

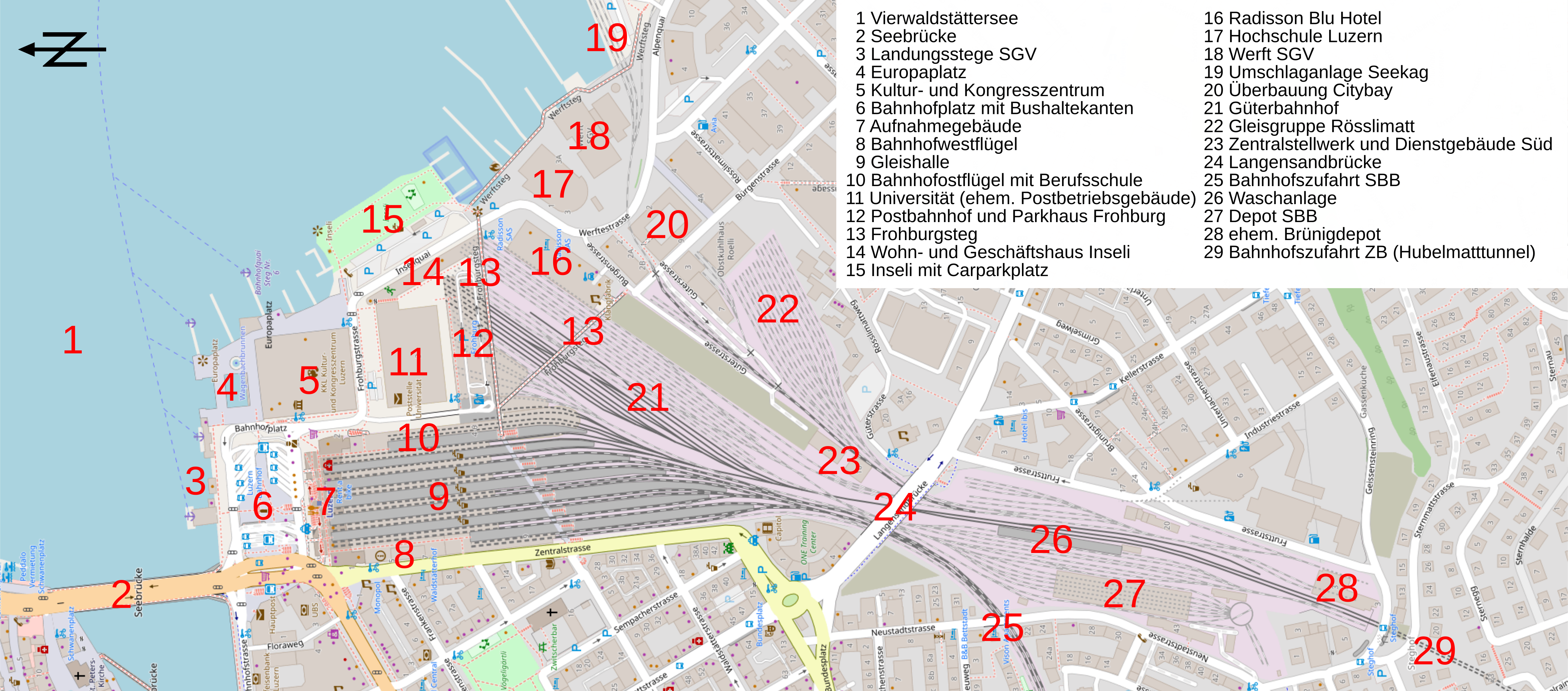
Übersichtsplan des Bahnhofs Luzern und dessen Umgebung

## Geschichte

### Erster Bahnhof

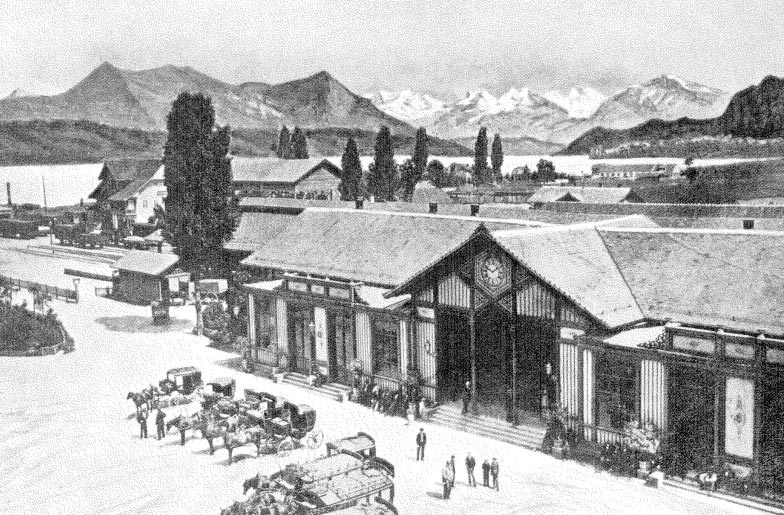
Der erste Luzerner Bahnhof (1859 bis 1895)

Als 1856 die Strecke der Schweizerischen Centralbahn (SCB) von Basel via Olten nach Emmenbrücke eröffnet wurde, war der Standort eines Bahnhofs in Luzern noch nicht geklärt. Während die Luzerner aufgrund der Nähe zur Altstadt einen Standort bei der Sentimatt bevorzugten, wollte die SCB einen Bahnhof am See, mit direktem Anschluss an die Dampfschifffahrt, errichten. Nachdem auch ein Standort beim Genferhaus östlich des Stadtzentrums diskutiert worden war, gewährte der Luzerner Stadtrat am 30. Juni 1857 die Bewilligung für den Bau eines Bahnhofs am heutigen Standort Fröscheburg. Im Gegenzug beteiligte sich die SCB finanziell am Bau des Nadelwehrs an der Reuss, und der Bahnhofplatz ging von der SCB in den Besitz der Stadt über. Die Zufahrt zum Bahnhof erfolgte über die noch unbebaute Bruchmatte und entlang der heutigen Pilatusstrasse. Die Strecke von Emmenbrücke nach Luzern und damit der Bahnhof wurden am 1. Juni 1859 eröffnet.
Das Bahnhofsgebäude war eine einstöckige Holzkonstruktion, erbaut nach den Plänen des Direktionsarchitekten der Centralbahn, Ludwig Maring.
1864 wurde Luzern mit der Aufnahme des durchgehenden Betriebs auf der Strecke Zürich–Zug–Luzern direkt an Zürich angeschlossen, womit sich der Umweg über Olten erübrigte. Ursprünglich war geplant, für diese Strecke einen eigenen Bahnhof im Nordosten der Stadt zu errichten. Nach dem Konkurs der Schweizerischen Ostwestbahn und der Übernahme der Konzession durch die Schweizerische Nordostbahn wurde jedoch beschlossen, die Strecke bis «Fluhmühle» und von dort über die SCB-Gleise in den bestehenden Bahnhof zu führen.
Mit der Verlängerung der Strecke Bern–Langnau bis Luzern, welche 1875 durch die Bern-Luzern-Bahn eröffnet wurde, bestand nun auch eine direktere Verbindung nach Bern und weiter in die Westschweiz, womit sich der Bahnhof Luzern zu einem bedeutenden Verkehrsknotenpunkt mit Umstiegmöglichkeit auf Dampfschiffe des Vierwaldstättersees entwickelte. 1883 wurde ebenfalls die Seetalbahn zwischen Emmenbrücke und Lenzburg eröffnet, deren Züge später auch bis nach Luzern kamen.
1886 wurde die Kriens-Luzern-Bahn (KLB) eröffnet, welche allerdings anfangs beim Pilatusplatz endete und nicht bis in den Bahnhof geführt wurde. 1889 erreichte die meterspurige Brünigbahn Luzern in einem eigenen Bahnhof. Der Brünigbahnhof wurde unweit des grossen Centralbahnhofs beim Inseli errichtet.

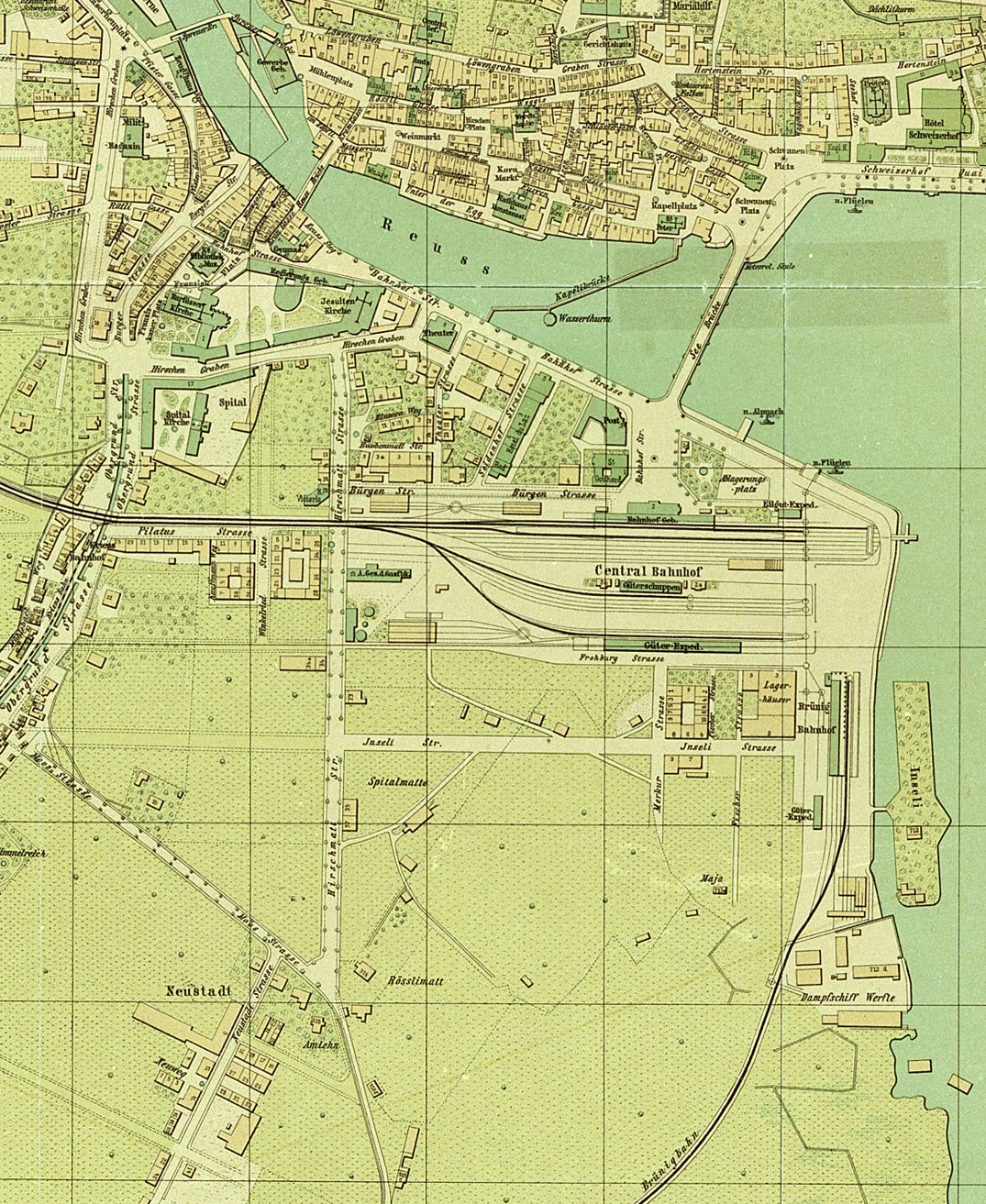
Lage des Centralbahnhofs und des Brünigbahnhofs auf einer Karte von 1890

### Zweiter Bahnhof

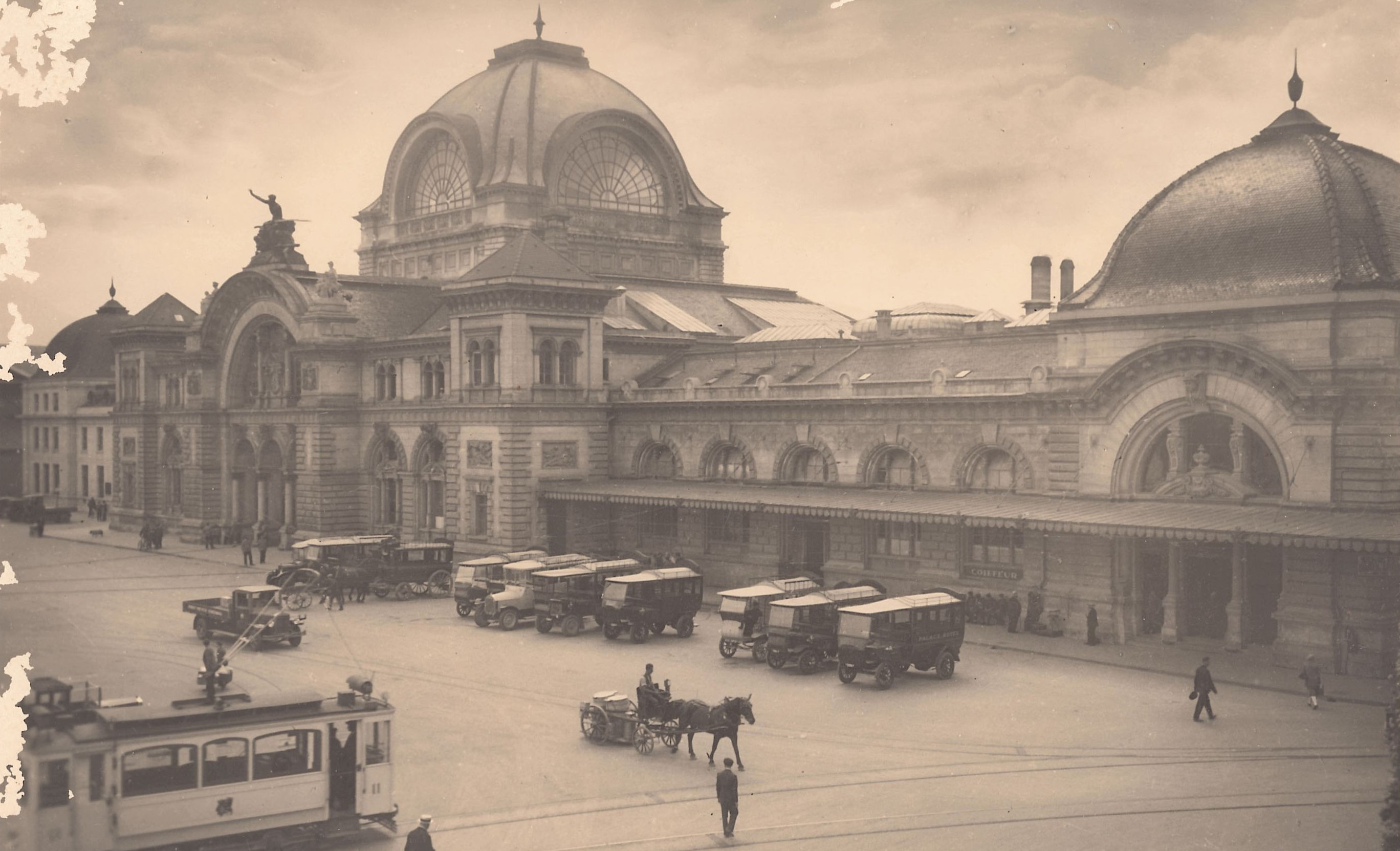
Der zweite Luzerner Bahnhof (1896 bis 1971)

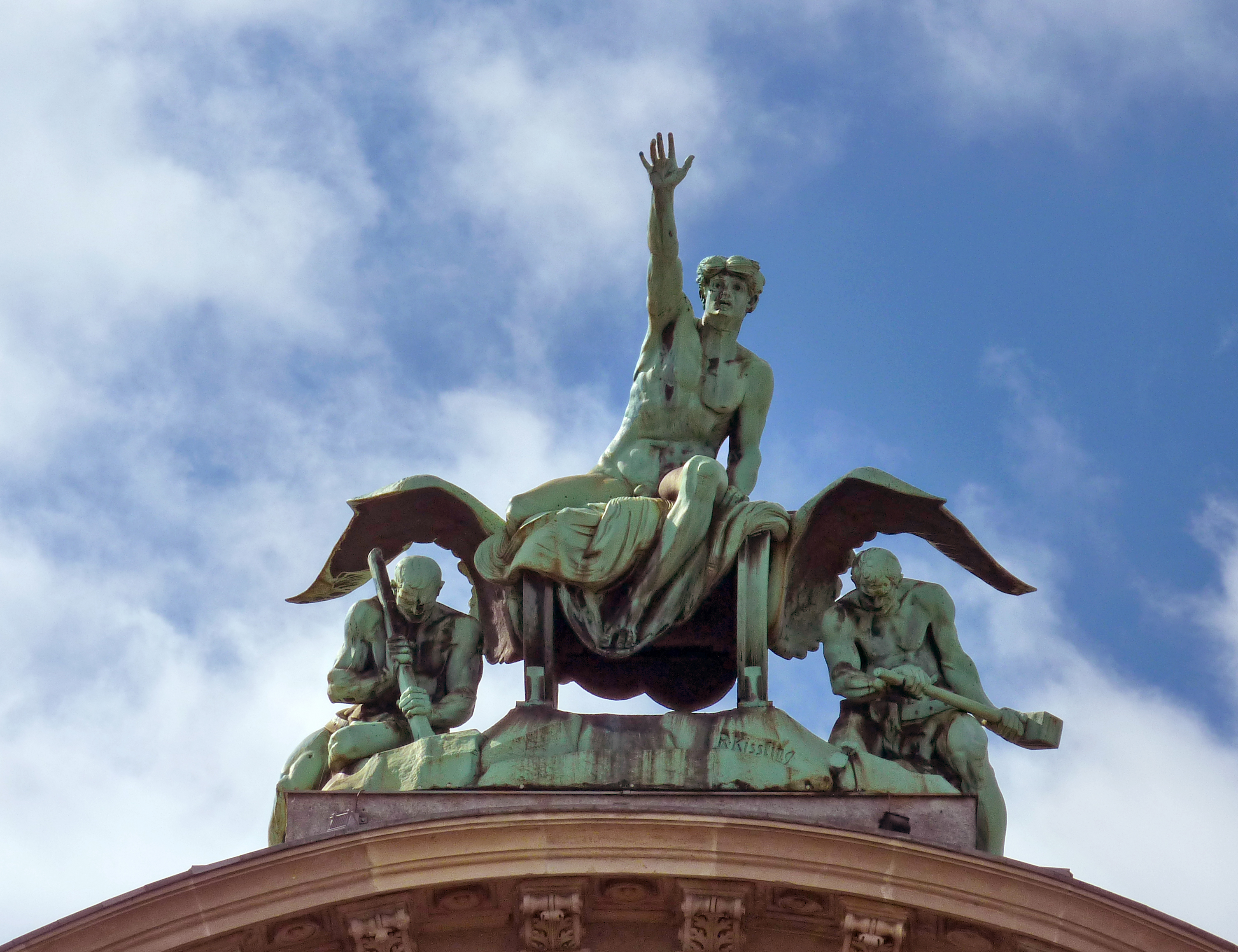
Die Figurengruppe Zeitgeist von Richard Kissling

Das Aufnahmegebäude 1896 in Bau

Luzern, Alter Bahnhof, 1906

Die Planung der Gotthardlinie entfachte die Bahnhofsdiskussion von neuem. Die Gotthardbahn-Gesellschaft bevorzugte einen Standort auf der rechten Seeseite, mit Varianten zwischen Schwanenplatz und dem Brüelmoos, wo heute das Verkehrshaus der Schweiz steht. Um alle Linien in einen gemeinsamen Centralbahnhof zu führen, gab es Vorschläge, die Gleise der Gotthardbahn von Meggen mit einer Eisenbrücke über das Seebecken in den bestehenden Bahnhof zu führen, womit dieser zum Durchgangsbahnhof geworden wäre. Die Centralbahn schlug vor, den bisherigen Standort beizubehalten und das Gleis der Gotthardbahn durch einen Tunnel um die Altstadt zur Centralbahn-Strecke zu führen.
Parallel dazu forderten die Luzerner aufgrund der Intensivierung des Bahnbetriebs eine Neutrassierung der Bahnhofszufahrt, um die Pilatusstrasse vom Bahnverkehr und vom störenden Bahnübergang zu befreien. Da der bestehende Gütschtunnel einspurig war und damit ein neuer Tunnel zwingend notwendig war, wurde entschieden, die Strecke durch einen neuen Gütschtunnel und den neuen Schönheimtunnel südlich um die Neustadt zu führen, womit auch sämtliche Bahnübergänge aufgehoben werden konnten. Die Pläne, wonach das Seebecken mit einer Brücke überquert werden sollte, wurden verworfen, da man die Schönheit der südlich ausgerichteten Uferzone erkannte. Der Bundesrat bewilligte das Projekt 1892, womit alle Linien in einem gemeinsamen, neu zu errichtenden Centralbahnhof zusammengeführt werden konnten. Dadurch konnte auch der Brünigbahnhof der Brünigbahn aufgehoben werden. Durch die veränderte Zufahrt war eine Drehung des Bahnhofs um rund 70 Grad nötig.
Bis 1896 wurde nach den Plänen von Hans Wilhelm Auer ein neues Aufnahmegebäude gebaut. Die markante, über 40 Meter hohe Kuppel, die einen Gegenpol zu den Hotelbauten auf der anderen Seeseite bildete, war unter Zeitgenossen des Architekten umstritten, da diese als «vornehmstes architektonisches Motiv» Gotteshäusern vorbehalten sein sollte. Ab 1907 thronte die Kupferfigur Zeitgeist von Richard Kissling auf dem Hauptportal des Bahnhofsgebäudes, welche eine Idealisierung des Gotthardpioniers Louis Favre als rastlosen Visionär darstellt, während Arbeiter zu beiden Seiten den Weg ebnen.
Da der zweite Luzerner Bahnhof bald an seine Kapazitätsgrenzen stiess, war für 1914 eine Erweiterung des Bahnhofs geplant, welche durch den Ausbruch des Ersten Weltkriegs verhindert wurde. Im Zuge der Elektrifizierung der Bahnstrecken Luzern–Immensee und Luzern–Zug wurde der Bahnhof Luzern 1922 elektrifiziert.
Zwischen 1922 und 1926 wurde der Bahnhof aufgrund einer grossen Verkehrszunahme nach dem Ersten Weltkrieg durch den Bau des Ostflügels erweitert, wodurch eine Symmetrie mit dem bestehenden Westflügel geschaffen wurde.
In den 1940er-Jahren wurde wiederholt eine Verlegung des Güterbahnhofs in die Agglomeration nach Kriens vorgeschlagen. Nach einem 1945 verfassten Gutachten kauften die Bundesbahnen deshalb vorsorglich einzelne Landparzellen. Aufgrund von Verzögerungen durch die Befürworter «einer gewerblich-industriellen Nutzung des Tribschenraums» und damit des bestehenden Güterbahnhofs liessen die SBB das Projekt in den späten 1950er-Jahren fallen und verkauften das erworbene Land.
Am 5. Februar 1971 brannte das Bahnhofsgebäude beinahe vollständig aus. Kurz nach acht Uhr brach der Brand aus. Die Feuerwehr konnte den Brand trotz Grossaufgebot der Bahnhofs- und Stadtfeuerwehren sowie von Feuerwehren umliegender Gemeinden nicht unter Kontrolle halten. Die markante Glaskuppel stürzte um 9:06 Uhr ein, nachdem die grosse Bahnhofsuhr um 9:03 Uhr stehen geblieben war. Erst gegen Abend konnte der Brand komplett gelöscht werden. Die Brandursache konnte nie definitiv geklärt werden. Als wahrscheinlichste Ursache gilt eine Lötlampe, die bei Schweissarbeiten am Bahnhofsdach eingesetzt wurde. Beim Brand kam niemand ums Leben. Nach Aufräumarbeiten konnte der Betrieb bereits am nächsten Tag wieder aufgenommen werden. Für die ausgebrannten Anlagen wie Billettschalter und Buffet wurden Provisorien errichtet, sodass der Bahnhofsbetrieb temporär sichergestellt war.

### Dritter Bahnhof

#### Planung und Wettbewerb

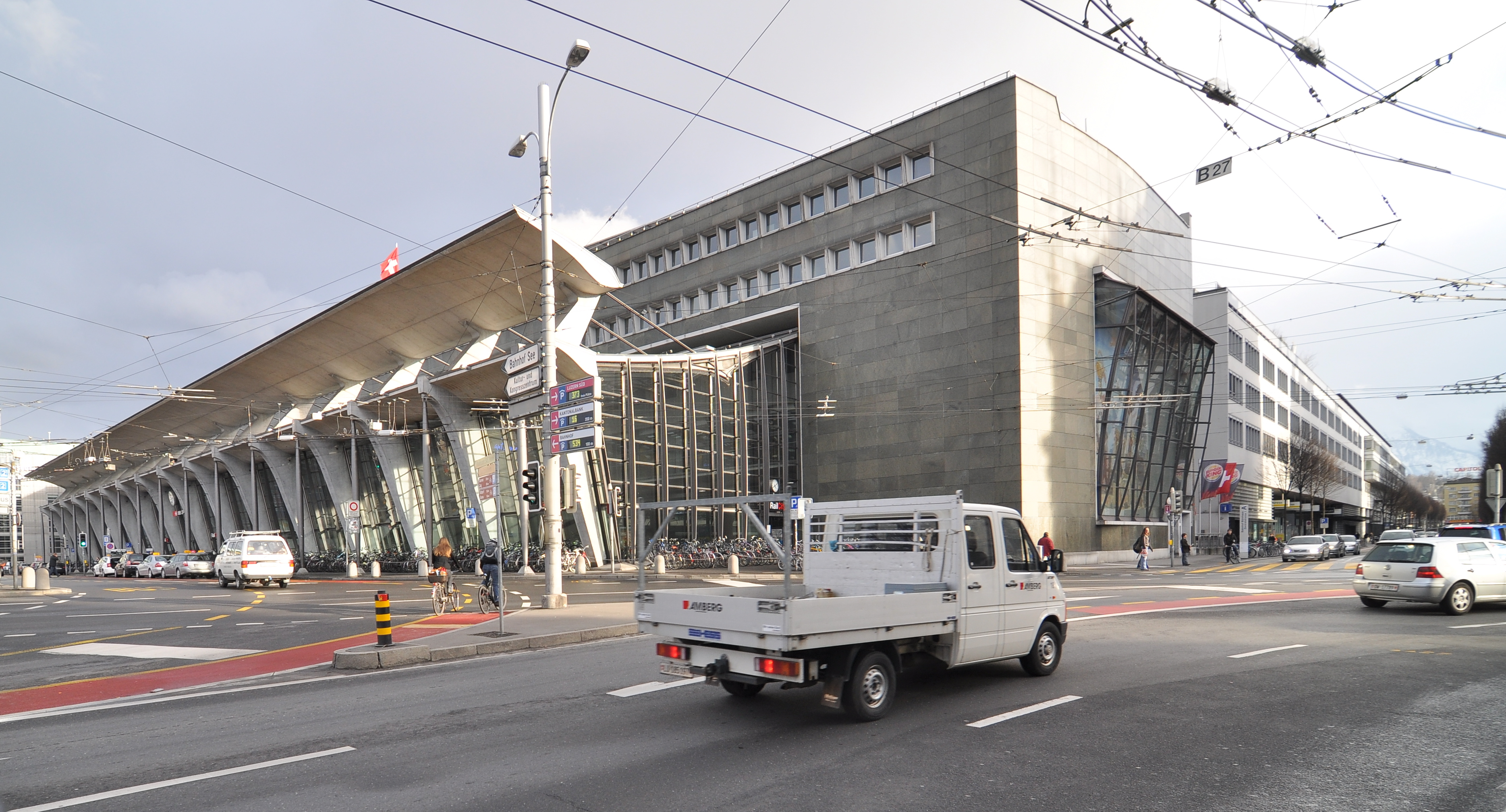
Aussenansicht des Aufnahmegebäudes von Santiago Calatrava

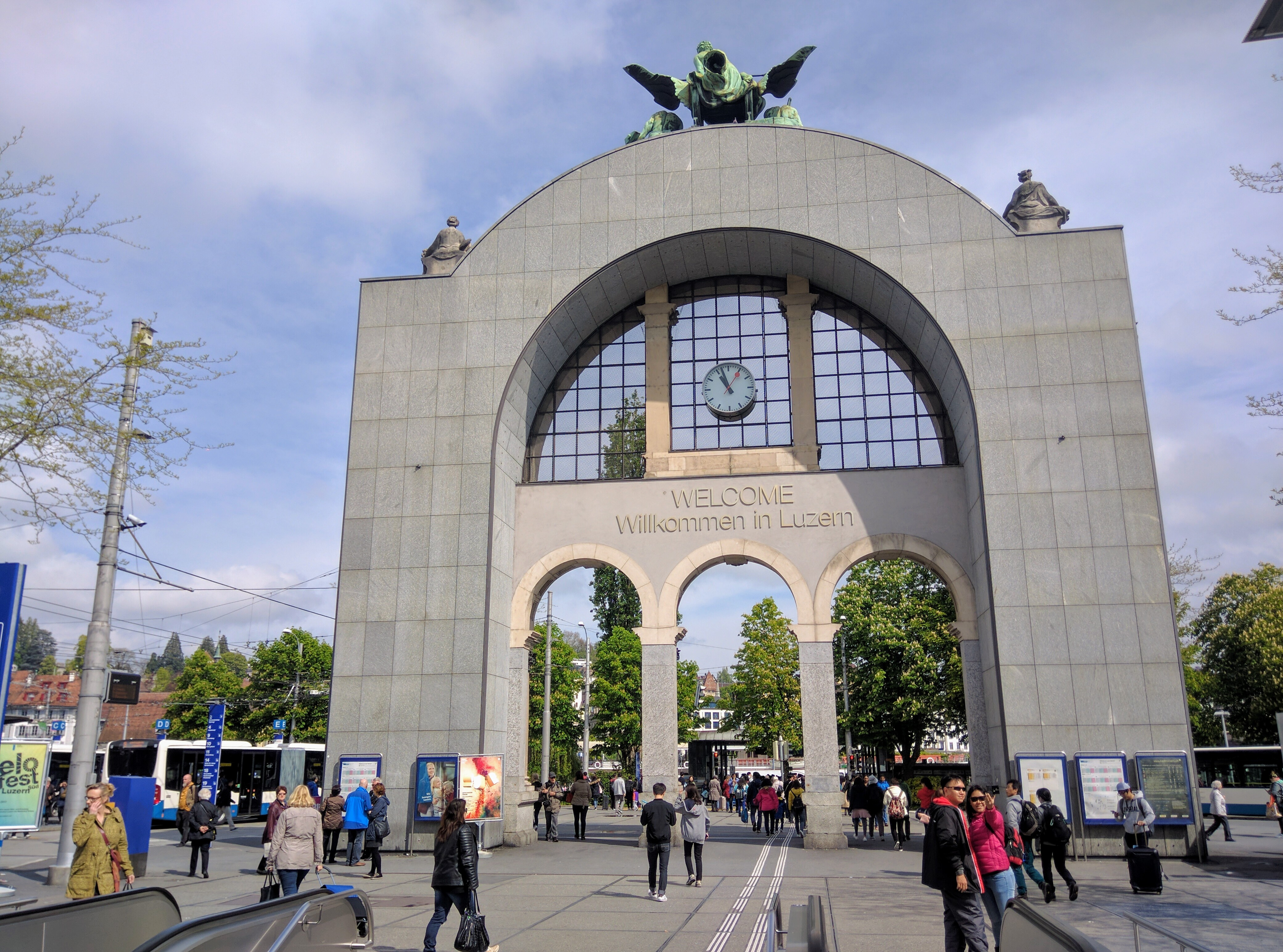
Moderne Rückseite des alten Bahnhofsportals von 1896

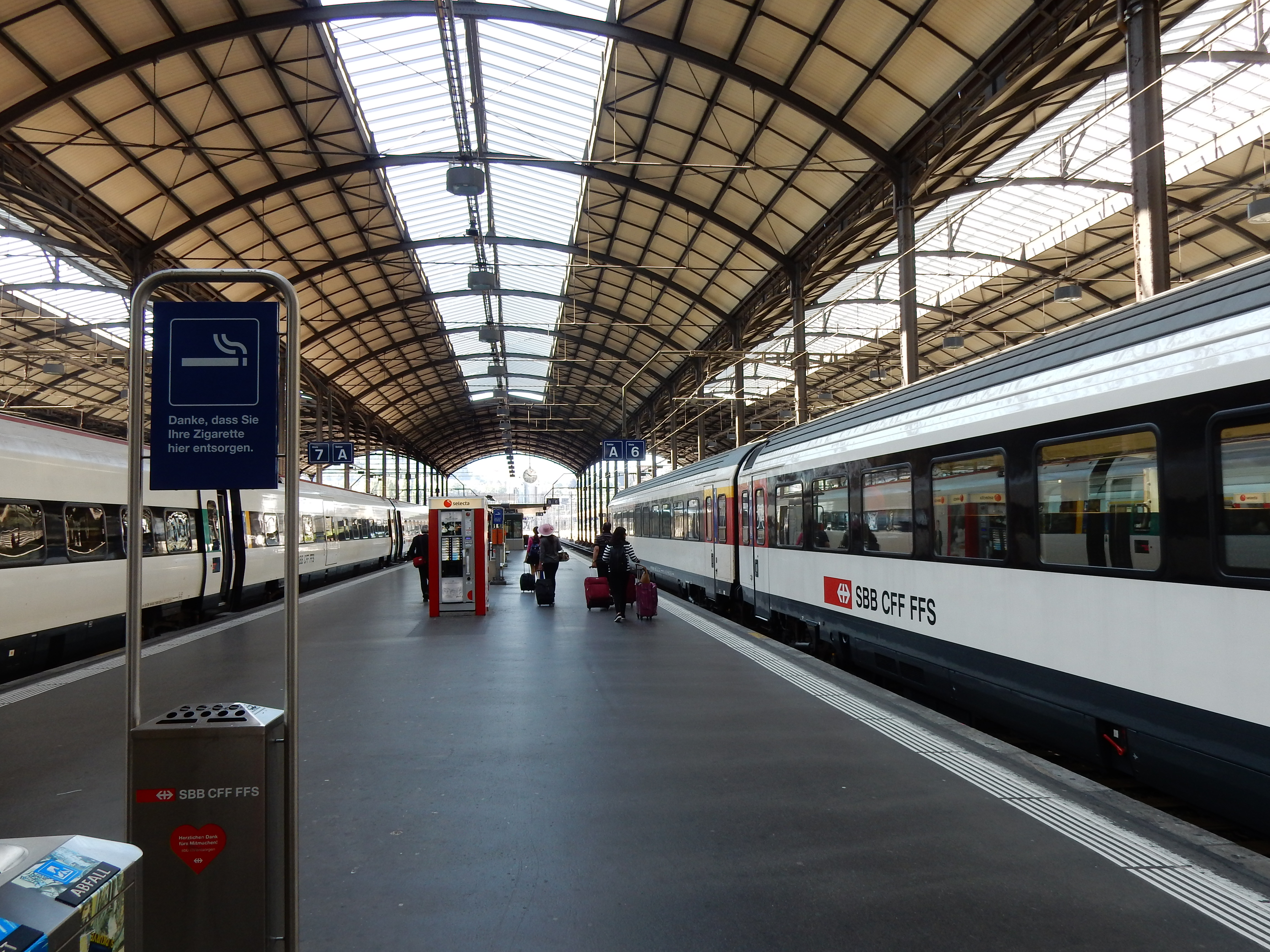
Gleishalle mit Intercity-Neigezug und EW-IV-Pendelzug der Schweizerischen Bundesbahnen

Während schon vor dem Bahnhofsbrand 1971 Pläne zum Ausbau der bestehenden Anlagen bestanden hatten, stand nun die Frage im Raum, ob das alte Aufnahmegebäude neu aufgebaut werden oder aber einem Neubau weichen sollte. Innerhalb weniger Wochen wurde eine Koordinationskommission mit Vertretern der Schweizerischen Bundesbahnen (SBB), der Stadt, des Kantons Luzern sowie der PTT gebildet, welche mit der Aufgabe des Neu- oder Wiederaufbaus des Bahnhofs betraut wurde. Die SBB bevorzugten aufgrund diverser betrieblicher Nachteile der alten Anlagen einen Neubau. So waren beispielsweise die Perrons für gewisse internationale Züge mit 290 bis 360 Metern (anstatt der erforderlichen 430 Meter) zu kurz. Da gegen Norden nicht genügend Platz zur Verlängerung der Bahnsteige bestand, konnten diese nur gegen Süden in Richtung Aufnahmegebäude verlängert werden. Bei einem Wiederaufbau des alten Bahnhofsgebäudes wären dazu aufwendige statische Konstruktionen nötig geworden. Ebenfalls war die Anzahl der Perrons für die wachsenden Verkehrsströme zu gering. Trotzdem beauftragten die SBB, auch aus Rücksicht auf die Eidgenössischen Kommissionen für Denkmalpflege sowie Natur- und Heimatschutz, die Architektin Beate Schnitter, um parallel zur Planung eines Neubaus ein alternatives Projekt zum Wiederaufbau des Kuppelbaus aus dem 19. Jahrhundert zu erstellen.
Da die SBB am Bahnhof primär betriebliche Mängel sahen, die durch die Gleisanlage verursacht wurden, wurde im Zuge des Neubaus auch eine Neuordnung des Gleisvorfelds angestrebt. Dazu gehörten folgende Punkte:
- Verlängerung der Perrons sowohl in Nord- wie auch in Südrichtung, um die Norm-Bahnsteiglänge von 430 Metern für internationale Schnellzüge zu erreichen
- Erhöhung der Perrons auf die Norm-Bahnsteighöhe von 55 cm
- Errichtung eines Posttunnels für den Postkarrenverkehr ungefähr in der Mitte der Bahnsteige
- Bau von zwei neuen Perrongleisen, je eines für die SBB (Normalspur) und die Brünigbahn (Meterspur)
- Bau eines Postbetriebszentrums zwischen den Gleisen des Personen- und Güterbahnhofs
- Verlegung des Lokomotivdepots der Brünigbahn (Brünigdepot), welches dem Postbetriebszentrum weichen muss

Des Weiteren war auch eine Neugestaltung des Bahnhofplatzes geplant. Der Kanton wünschte sich einen Durchgangsbahnhof in Tieflage, welcher durchgehende Züge auf der Nord-Süd-Achse (Basel–Luzern–Tessin) sowie der West-Ost-Achse (Bern–Luzern–Zürich) ohne Wenden im Bahnhof ermöglichen würde. 1983 wurde das Projekt von den eidgenössischen Räten abgelehnt, worauf jedoch in den Plänen Vorkehrungen getroffen wurden, um in Zukunft östlich des Bahnhofs, unter der Robert-Zünd-Strasse, einen solchen Tunnelbahnhof zu errichten.
Bis 1975 wurden die verschiedenen Bedürfnisse von SBB, PTT, Stadt und Kanton aufeinander abgestimmt, sodass der Ideenwettbewerb Bahnhof Luzern ausgeschrieben werden konnte. Nach grossem Interesse wurden 1976 21 Teilnehmer zur nächsten Stufe des Wettbewerbs eingeladen, in der ein «realistisches Gesamtkonzept» gefunden werden sollte. Im Mai 1978 wurden die Eingaben bewertet und fünf Architektengruppen in die dritte Stufe des Wettbewerbs eingeladen. Dort wurde unter anderem auch die Etappierbarkeit der Projekte genauer untersucht. Bereits ein Jahr später, im Mai 1979, verlieh die Jury dem Projekt Reuss des Architekturbüros Ammann und Baumann den ersten Preis.

#### ProjektReuss
Einer der entscheidenden Punkte, welcher für die Wahl des Projekts Reuss sprach, war die «schlichte und moderne Linienführung, die sich auf die Gebäudehöhe der umliegenden Häuser beschränkte», womit eine Einbettung zwischen dem Hirschmattquartier und dem Kunsthaus erreicht wurde. Dies war ein starker Gegensatz zum zweiten Bahnhof mit seinem mondänen Kuppelbau.
Das zentrale Element des Projekts ist das Bahnhofsgebäude, welches zusammen mit den bestehenden Gebäuden um den Bahnhofplatz ein Gegengewicht zum rechten Seeufer bilden soll. Im Ostflügel des Bahnhofs wird die Gewerbeschule (heute Berufsbildungszentrum Bau und Gewerbe Luzern) untergebracht, auf der Westseite der Gleisanlagen entsteht das Dienstgebäude West. Die beiden Flügel fassen den Bahnhof ein und grenzen ihn vor allem gegen Westen von der Stadt ab.
Die Bahnhofhalle wurde von Santiago Calatrava entworfen, welcher in dieser Zeit bei Ammann und Baumann arbeitete. Die gegen den Bahnhofplatz gerichtete Fassade ist genau wie das Dach aus Glas, sodass viel Licht in die Bahnhofhalle dringt. Die Halle ist vom Untergeschoss nach oben offen, sodass das Querperron ein Galeriegeschoss bildet, welches durch eine Art Brücke ebenerdig mit dem Bahnhofplatz verbunden ist. Das Untergeschoss ist als tiefliegender, lichtdurchfluteter Fussgängerplatz gedacht, an dessen Rand sich SBB-Schalter, Läden, Imbissstände und der Zugang zur Tiefgarage unter dem Bahnhofplatz befinden. Ebenfalls kann man vom Untergeschoss aus über Aufgänge die Bushaltekanten auf dem Bahnhofplatz erreichen. Vom zentralen Platz im Untergeschoss aus sind unterirdische, mit Läden gesäumte Gassen auf die andere Seite der Strassenachse Pilatusstrasse/Seebrücke vorhanden, damit Fussgänger die Strasse nicht oberirdisch queren müssen. Die Ladenfläche wird im Vergleich zum Provisorium, welches seit dem Brand 1971 besteht, etwa verdoppelt auf rund 2300 Quadratmeter. Oberhalb des Galeriegeschosses ist im Obergeschoss das Bahnhofbuffet untergebracht.
Östlich des Personenbahnhofs liegt das Postbetriebsgebäude der PTT, welches einen eigenen Postbahnhof enthält. Südlich davon wird ein Parkhaus erstellt, von dessen rund 550 Parkplätzen etwa 300 öffentlich sind. Das Postbetriebsgebäude wird gegen den See durch ein Wohn- und Geschäftshaus am Inseliquai abgeschlossen, in dessen Untergeschoss eine Energiezentrale zur Wärme- und Kälteerzeugung für den gesamten Bahnhofkomplex untergebracht wird.
Der Bahnhofvorplatz wird komplett neu gestaltet. Die rund 20 Bushaltekanten verteilen sich auf die West- und Ostseite des Platzes, in dessen Mitte das alte Hauptportal von 1896 mit der Figurengruppe Zeitgeist von Richard Kissling aufgestellt wird. Das Portal wird vor Abriss des Aufnahmegebäudes Stein für Stein abgebaut und auf dem neu gestalteten Platz wieder errichtet.
Ungefähr in der Mitte der Bahnsteige bauen SBB, PTT und Stadt Luzern einen Posttunnel und eine Personenunterführung. Der Posttunnel dient dazu, den Postwagenverkehr von den Perrons zu nehmen, und verbindet das Postbetriebszentrum über Aufzüge mit den Bahnsteigen. Die Personenunterführung ermöglicht zum einen alternative Wege zwischen den verschiedenen Perrons und bildet andererseits über den anschliessenden Frohburgsteg eine Fussgängerverbindung vom Quartier Hirschmatt zum Inseliquai.

#### Bau und Inbetriebnahme
1980 wurde mit dem Bau des neuen Brünig-Depots am Südende des Gleisfelds begonnen. 1985 wurden mit dem Postbahnhof, dem Postbetriebsgebäude, der Energiezentrale, dem Posttunnel und der Personenunterführung die meisten Teilprojekte in Betrieb genommen. Im gleichen Jahr wurde das alte Aufnahmegebäude abgerissen und mit dem Neubau der Bahnhofhalle begonnen. 1988 wurde das Zentralstellwerk Luzern der SBB in Betrieb genommen. Das neue Aufnahmegebäude wurde am 5. Februar 1991 um 09:03 Uhr, exakt 20 Jahre nachdem am Brandtag die Bahnhofsuhr stillgestanden hat, feierlich eröffnet.

### Aktuelle Entwicklung

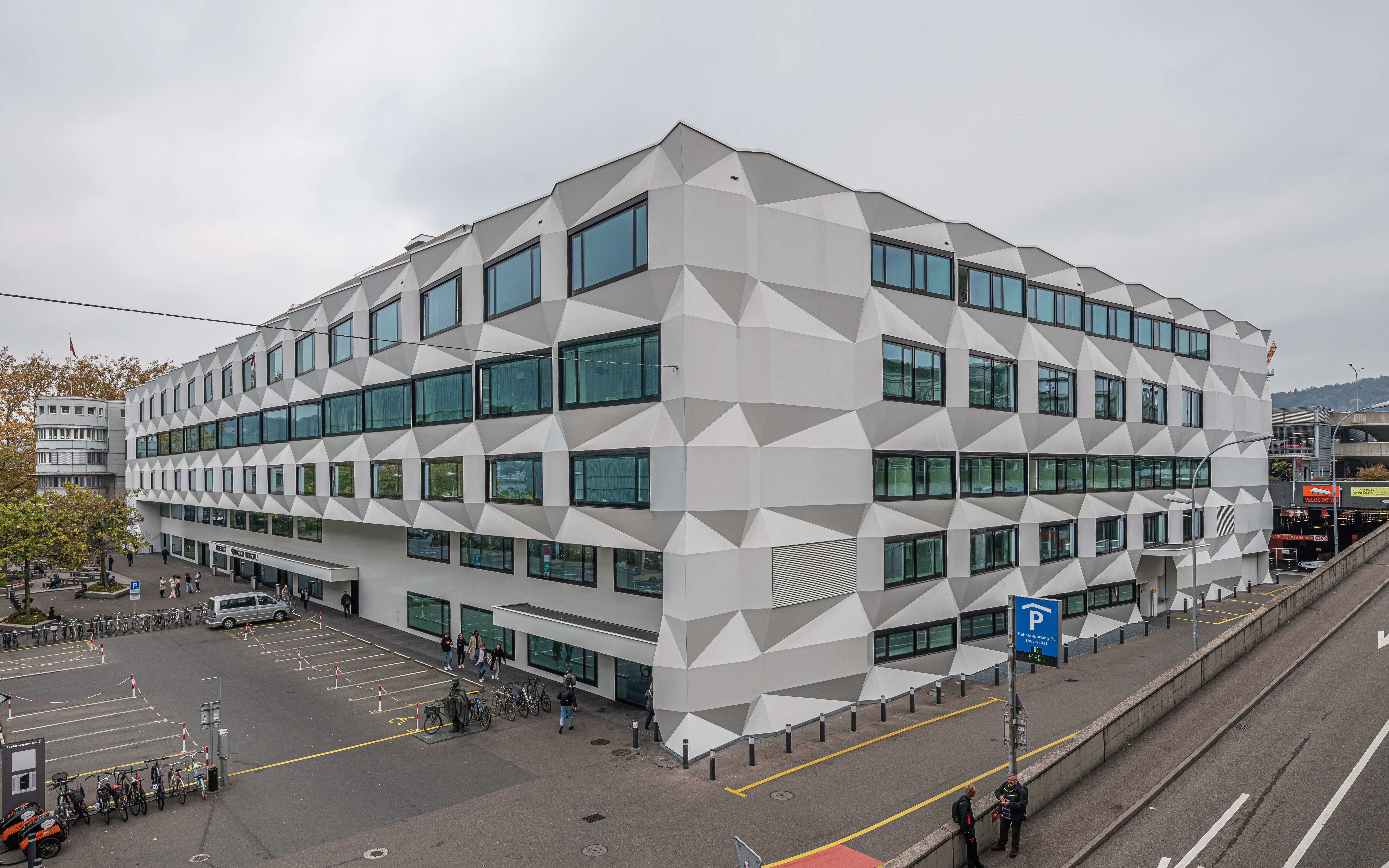
Universität und Pädagogische Hochschule Luzern: Das Postbetriebsgebäude nach dem Umbau (2014)

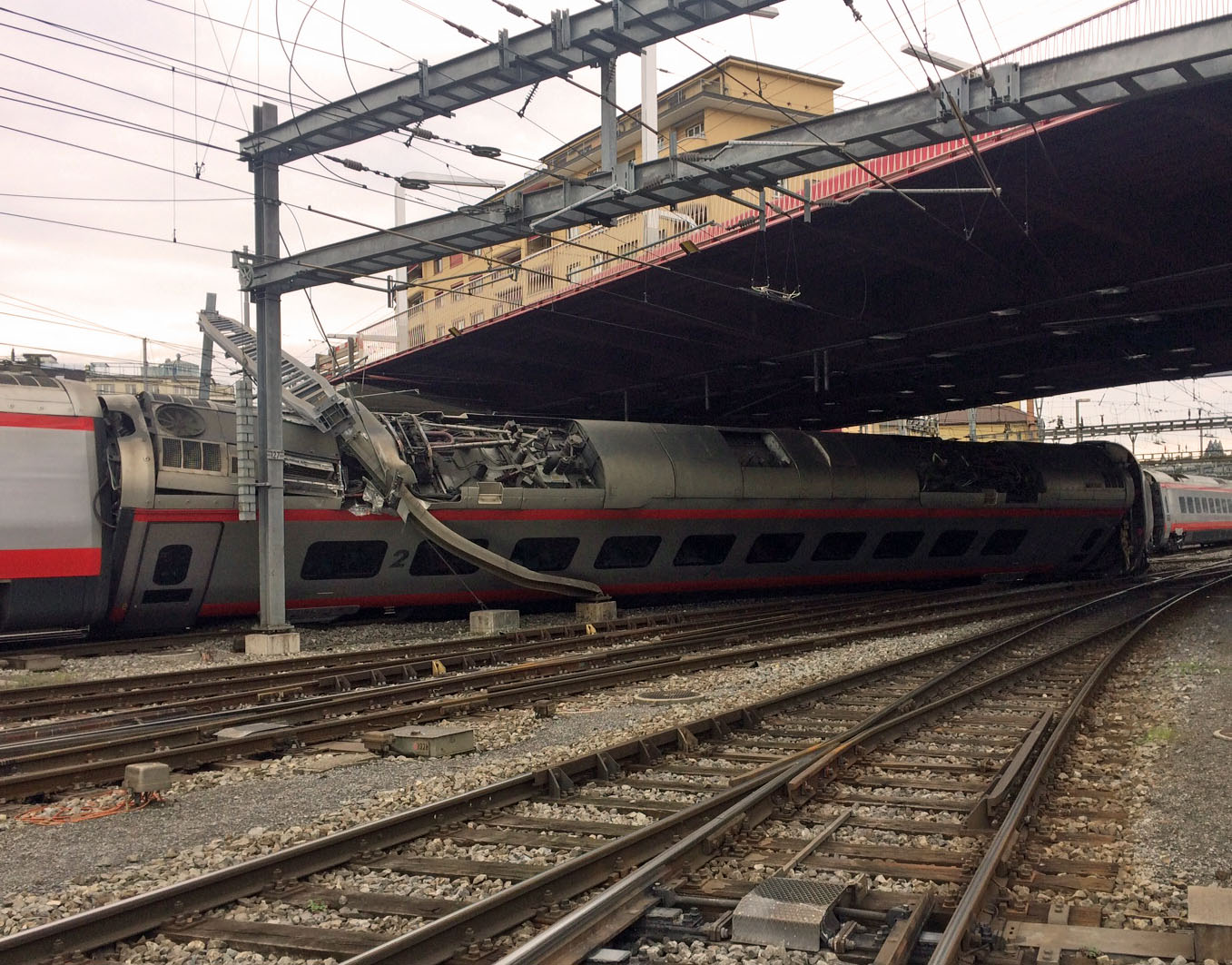
Der entgleiste Wagen des Trenitalia-ETR 610 am 22. März 2017

1998 wurde neben dem Bahnhof das Kultur- und Kongresszentrum Luzern des internationalen Stararchitekten Jean Nouvel eröffnet, welches das Kunstmuseum am selben Standort ablöste. Durch einen Tunnel unter der Robert-Zünd-Strasse wurde das Gebäude direkt mit dem Untergeschoss des Aufnahmegebäudes verbunden.
1999 wurde die SBB-Bahnhofszufahrt saniert. Die Gleise im Gütsch- und Schönheimtunnel wurden tiefer gelegt, damit Doppelstockwagen vom Typ IC2000, welche höher als herkömmliche einstöckige Wagen sind, eingesetzt werden können.
2001 verlegte die Schweizerische Post ihr Verteilzentrum nach Kriens, sodass das Postbetriebsgebäude stillgelegt wurde. Die Post verkaufte das Gebäude für rund 42 Millionen Franken an den Kanton Luzern. Bis 2011 wurde das Gebäude komplett saniert und umgebaut, worauf die Universität Luzern sowie die PHZ Luzern (heute Pädagogische Hochschule Luzern) einzogen, welche zuvor auf diverse Standorte in der Stadt verteilt waren. Die Gesamtkosten für Projektierung, Kauf und Umbau beliefen sich auf rund 151 Millionen Franken.
Seit November 2012 verläuft die Bahnhofszufahrt der Zentralbahn doppelspurig durch den Hubelmatt- und den Allmendtunnel. Das alte, oberirdische Bahntrassee wurde ab 2016 zum Rad- und Gehweg umgebaut.
Ende Januar 2016 wurde die Zugverkehrsleitung im und um den Bahnhof Luzern vom Zentralstellwerk des Bahnhofs in die Betriebszentrale Mitte der SBB in Olten verlegt.
Am 22. März 2017 entgleiste kurz vor 14 Uhr ein Alstom ETR 610 des Eurocity 158 Mailand–Basel von Trenitalia bei der Ausfahrt aus dem Bahnhof Luzern unter der Langensandbrücke. Da für die Bergungsarbeiten der Bahnstrom abgeschaltet werden musste, war der Bahnbetrieb für mehrere Tage unterbrochen. Die meterspurige Zentralbahn musste den Betrieb aufgrund der mit den SBB geteilten Stromversorgung auch zwischenzeitlich einstellen, konnte am Folgetag den Betrieb wieder aufnehmen. Nachdem aufgrund desselben Weichentyps, welcher die Entgleisung verursachte, auch in Basel ein Zug entgleiste, entschieden die SBB, im Bahnhof aus Sicherheitsgründen sieben Weichen zu ersetzen. Dazu wurde der Bahnhof am Wochenende des 17. und 18. November 2018 komplett gesperrt.
Als neue Anzeigetafel wurde 2019 eine rund 100 Meter lange Videowand in Betrieb genommen. Sie kostete die SBB und den Verkehrsverbund Luzern rund 2,8 Millionen Franken. Laut SBB werde ein Fünftel der Fläche für Werbung genutzt. Zudem wurden für insgesamt 400'000 Franken vier kleinere Bildschirme, welche auch über eine Sprachausgabe für Blinde verfügen, montiert.
Im September 2019 nahm des Luzerner Start-up Smartmo in Zusammenarbeit mit den SBB eine digitale Fahrradabstellanlage mit Platz für 50 Velos vor dem Bahnhof Luzern in Betrieb. Im August 2020 wurde das Pilotprojekt mangels Nachfrage beendet.
Am Wochenende des 7. und 8. November 2020 wurde der Bahnhof gesperrt, um die Bahnstromversorgung zu entflechten. Da die Fahrleitungen von SBB und Zentralbahn bisher über eine gemeinsame Anlage versorgt worden waren, hätte ein Kurzschluss zur Folge gehabt, dass der Bahnhof komplett ausser Betrieb gewesen wäre. So war es beispielsweise nach der Entgleisung des Trenitalia-Zugs im März 2017 passiert. Neu werden die Stromnetze der beiden Bahnen unabhängig voneinander versorgt. Die Totalsperrung für ein Wochenende ermöglichte es, auf 40 Nachtsperrungen zu verzichten.
Die rund 250 Meter lange Lücke in der Zentralbahn-Doppelspur zwischen den Bahnsteigen und der Langensandbrücke wurde im Dezember 2021 nach etwas mehr als einem Jahr Bauzeit geschlossen. Dies war nötig, damit die neue S-Bahn-Linie 41 während der Hauptverkehrszeit zwischen Luzern und Horw verkehren kann. Das 72 Millionen Franken teure Bauprojekt ermöglicht den 7,5-Minuten-Takt nach Luzern Süd. Ebenfalls schafften die Umbauten Platz für den geplanten Bau des Durchgangsbahnhofs.

## Anlagen

### Gleishalle

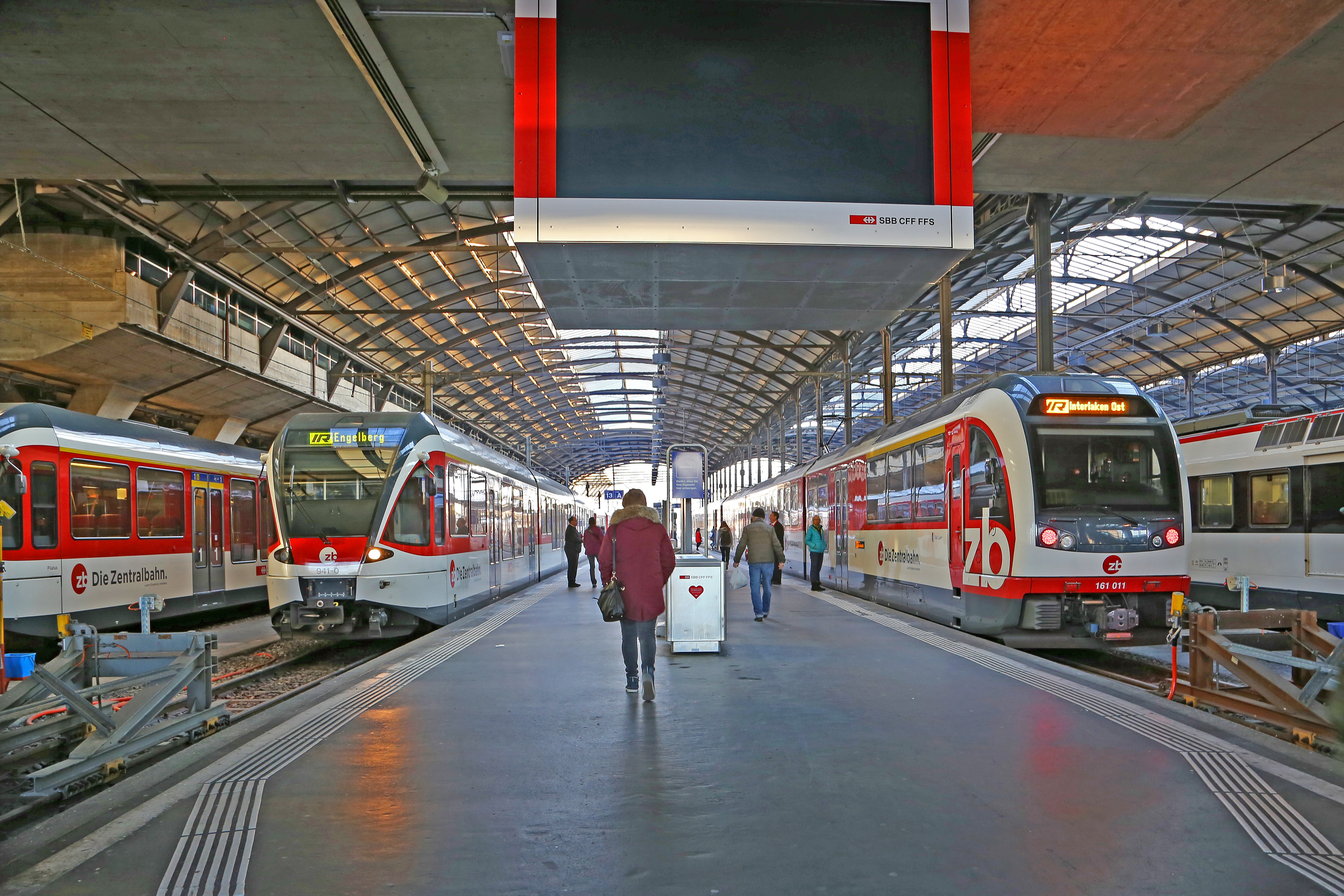
Zentralbahn-Triebzüge in der Gleishalle

Die Perronhalle besteht aus 16 Gleisen, wovon die Gleise 1 bis 11 normalspurig sind. Das westlichste Gleis, Gleis 1, ist bahnsteiglos, sodass 10 normalspurige Bahnsteiggleise zur Verfügung stehen. Die Gleise 1 und 2 sind kürzer, sodass sie bereits rund 150 Meter südlich des Querbahnsteigs enden. Die Bahnsteige 3 bis 7 haben die volle Länge von rund 430 Metern, wonach die Perrons nach Osten kürzer werden. Der östlichste normalspurige Bahnsteig (Gleise 10 und 11) hat dabei noch eine Länge von ungefähr 320 Metern. Unmittelbar südlich der Bahnsteige befindet sich der Weichenkopf.
Die meterspurigen Gleise 12 bis 16 werden von der Zentralbahn benützt. Die meisten Züge fahren ab den Bahnsteiggleisen 12 bis 14. Gleis 15 wird nur selten genutzt, und Gleis 16 ist bahnsteiglos. Die Zentralbahn-Bahnsteige haben eine Nutzlänge von rund 250 Metern, wobei keine so langen Züge verwendet werden.

### Post- und Güterbahnhof

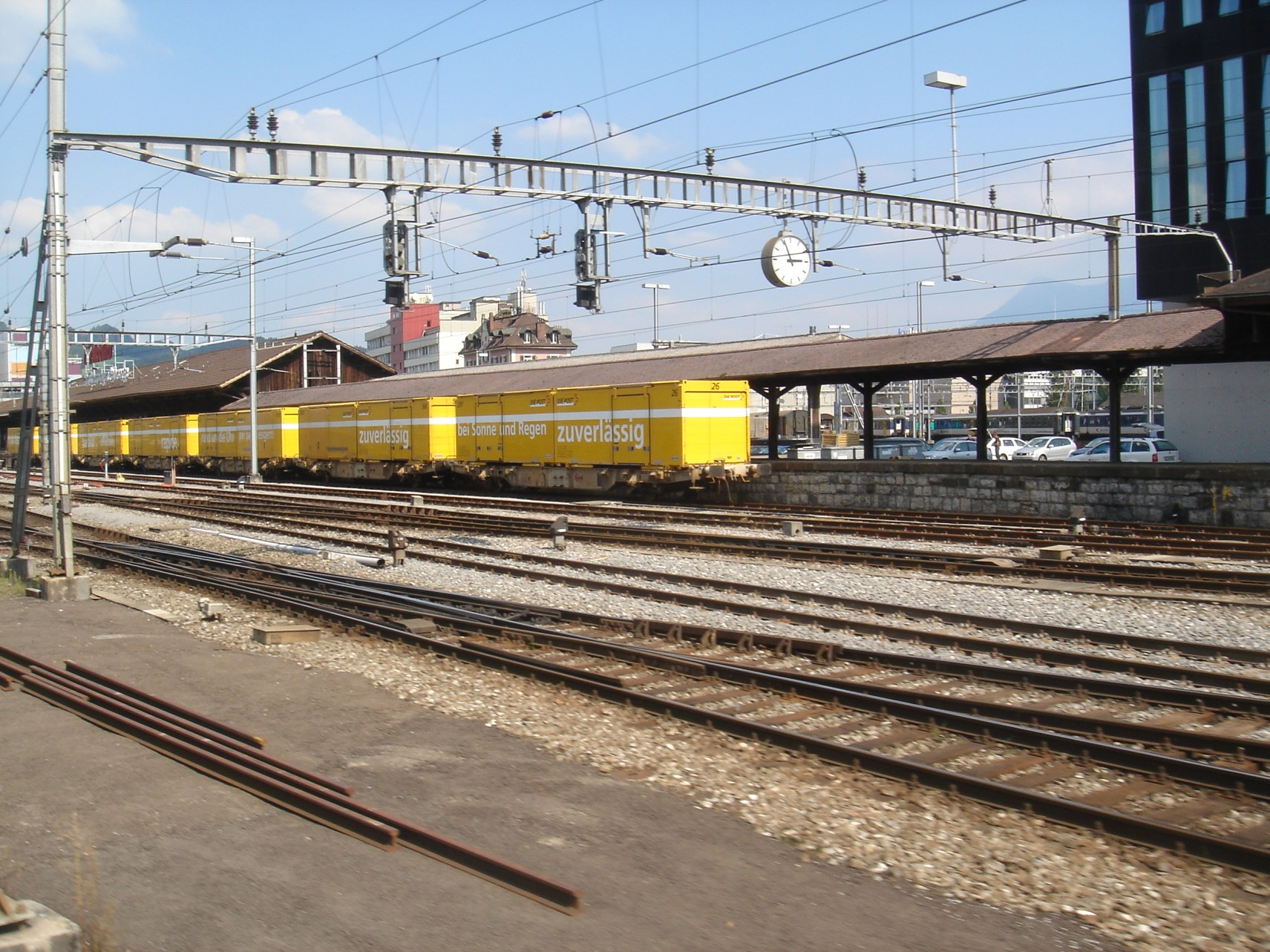
Containertragwagen mit Wechselbehältern der Schweizerischen Post im Güterbahnhof Luzern (Aufnahme 2007)

Östlich des Personenbahnhofs liegt unter dem Parkhaus Frohburg der ehemalige Postbahnhof mit 9 Gleisen. Die Anlage ist grösstenteils gedeckt und wurde bis 2008 durch die Schweizerische Post für den Umschlag von Post verwendet. Seither diente der Postbahnhof als Abstellanlage für den Personenverkehr. Unmittelbar südöstlich davon folgt eine meterspurige Gleisgruppe der Zentralbahn mit 6 Gleisen und eine normalspurige Gleisgruppe mit 11 Gleisen. Zwischen den beiden Abstellgleisgruppen befindet sich ebenfalls eine Rollschemelrampe für die Verladung von normalspurigen Bahnwagen auf meterspurige Rollschemel. Im Rahmen des Baus der Doppelspureinfahrt der Zentralbahn wurde der ehemalige Postbahnhof stillgelegt und die Gleisanlagen abgebrochen, beim Güterbahnhof wurden die normal- und meterspurigen Gleisanlagen ebenfalls umgebaut, damit die Zentralbahnstrecke nur noch eine Kreuzung mit normalspurigen Gleisen aufweist. Genutzt werden die Gleisanlagen des Güterbahnhofs zur Abstellung von Personen- und Güterzügen.
Während des Baues des dritten Bahnhofs wurde ebenfalls eine Gleisgruppe auf dem Areal Rösslimatt erstellt. Die Anlage besteht aus 14 Gleisen mit einer nutzbaren Gesamtlänge von 2,2 Kilometern. Ausgehend von der Abstellgruppe Rösslimatt führt ein Anschlussgleis zur Umschlaganlage der Seekag am Ufer des Vierwaldstättersees. Einerseits wird der für das Betonwerk benötigte Zement mit Bahnwagen angeliefert, andererseits wird seit 2004 Bahnschotter von Nauen auf die Bahn verladen. Die Gleisgruppe Rösslimatt kann nicht direkt vom Heimbach oder von den Depotanlagen aus erreicht werden, es sind hierfür Rangiermanöver via Güterbahnhof und parallel zur Zentralbahn liegende Ausziehgleisen vonnöten.

### Zentralstellwerk
Das Zentralstellwerk Luzern wurde 1985 und 1986 erbaut und im Frühling 1988 in Betrieb genommen. Es befindet sich zwischen dem Weichenkopf Süd und der Gleisgruppe Rösslimatt inmitten der Gleisanlagen an der Güterstrasse. Das sechsgeschossige Bauwerk mit markanter Wellblechfassade beherbergt einen Grossteil der Sicherungsanlagen und verfügt über einen Kabelstollen, welcher unter dem Weichenkopf bis zur Zentralstrasse reicht. Die im auskragenden vierten Obergeschoss beheimatete Kommandozentrale bietet mit einer Höhe von 16 Metern und Fenstern auf drei Seiten eine gute Übersicht über das gesamte Bahnareal.
Nordwestlich des Zentralstellwerks bauten die SBB 1994 das Dienstgebäude Süd (DG Süd), welches unter anderem die Betriebsleitzentrale Luzern beheimatete. Das Gebäude besteht aus einem zweigeschossigen Sockelbau aus Beton, welcher direkt ans Zentralstellwerk angebaut wurde und auf welchem ein dreistöckiger schwarzer Kubus sitzt.
Seit Ende Januar 2016 wird der normalspurige Zugbetrieb im Bahnhof aus der Betriebszentrale Mitte der SBB in Olten ferngesteuert.

### Depots
Am Südende des Bahnhofs befindet sich das Depot Luzern der Schweizerischen Bundesbahnen. Die 150 Meter lange, in Nord-Süd-Richtung ausgerichtete Halle verfügt über sechs Gleise. Südlich der Halle befindet sich eine Drehscheibe. Östlich des Depotgebäudes befinden sich sechs Abstellgleise sowie die 2012 erneuerte, vollautomatische Zugwaschanlage.
Ebenfalls am Südende des Bahnhofs befindet sich das ehemalige Brünigdepot der SBB Brünigbahn. Das Gebäude, welches östlich neben dem Tunnelportal des Hubelmatttunnels liegt, wird heute von SBB Infrastruktur genutzt.

### Bahnhofszufahrten
Die normalspurige Bahnhofszufahrt durch Schönheim- und Gütschtunnel bis zur Dienststation Fluhmühle ist nur zweigleisig und ein erhebliches Nadelöhr für den Bahnbetrieb. Die ebenfalls doppelspurige Zufahrt der meterspurigen Zentralbahn führt seit 2012 von der Haltestelle Allmend/Messe her durch den 550 Meter langen Hubelmatttunnel.

## Betrieb
Der Bahnhof Luzern (exkl. Bus- und Schiffhaltestellen) wird täglich von rund 145'400 Personen frequentiert (Stand 2024), womit er schweizweit an vierter Stelle liegt. Davon sind rund 103'500 Personen Bahnpassagiere (Stand 2024), was schweizweit der drittgrösste Wert ist. Der erste Zug verlässt Luzern morgens um kurz vor halb fünf, der letzte erreicht den Bahnhof morgens um kurz nach halb zwei. In den Nächten von Freitag auf Samstag und Samstag auf Sonntag verkehren stündliche Nachtverbindungen als RegioExpress zwischen Zürich und Luzern. Daneben gibt es seit Dezember 2021 die Nacht-S-Bahn SN1 Luzern‒Sursee.
Der Bahnhof Luzern ist der grösste reine Kopfbahnhof der Schweiz. Aufgrund dieser Bauform enden oder starten die meisten Linien im Bahnhof. Nur die S-Bahn-Linie 1 sowie eine stündliche Fernverkehrsverbindung Basel–Erstfeld/Tessin verkehren als Durchmesserlinien, wobei die Züge im Bahnhof Luzern kopfmachen müssen.
Aufgrund der suboptimalen Fahrzeiten nach Bern (60 Minuten), Basel (62 Minuten) und Zürich (41 Minuten) ist es momentan nicht möglich, den Bahnhof als Vollknoten in den integralen Taktfahrplan der SBB aufzunehmen. Dazu müssten die Zeiten jeweils knapp weniger als 30 oder 60 Minuten betragen. Dadurch sind Umsteigeverbindungen über den Bahnhof häufig mit längeren Wartezeiten verbunden.
Der normalspurige Bahnverkehr im und um den Bahnhof wird aus der Betriebszentrale Mitte der SBB in Olten gesteuert, welche diesen Auftrag Ende Januar 2016 vom Zentralstellwerk des Bahnhofs Luzern übernommen hat.

## Verkehr

### Fernverkehr

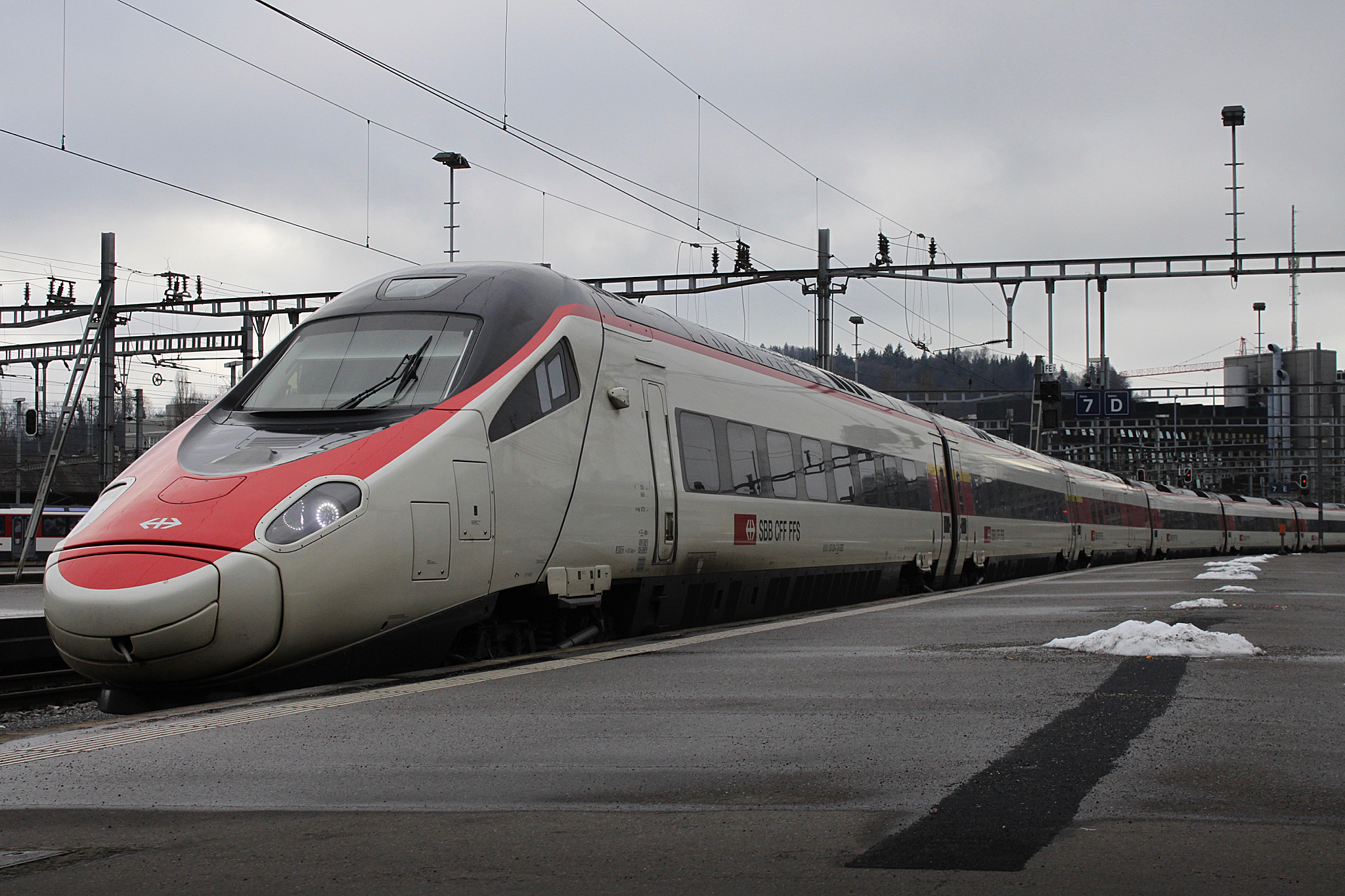
ETR 610 der SBB als Eurocity 151 Frankfurt–Mailand

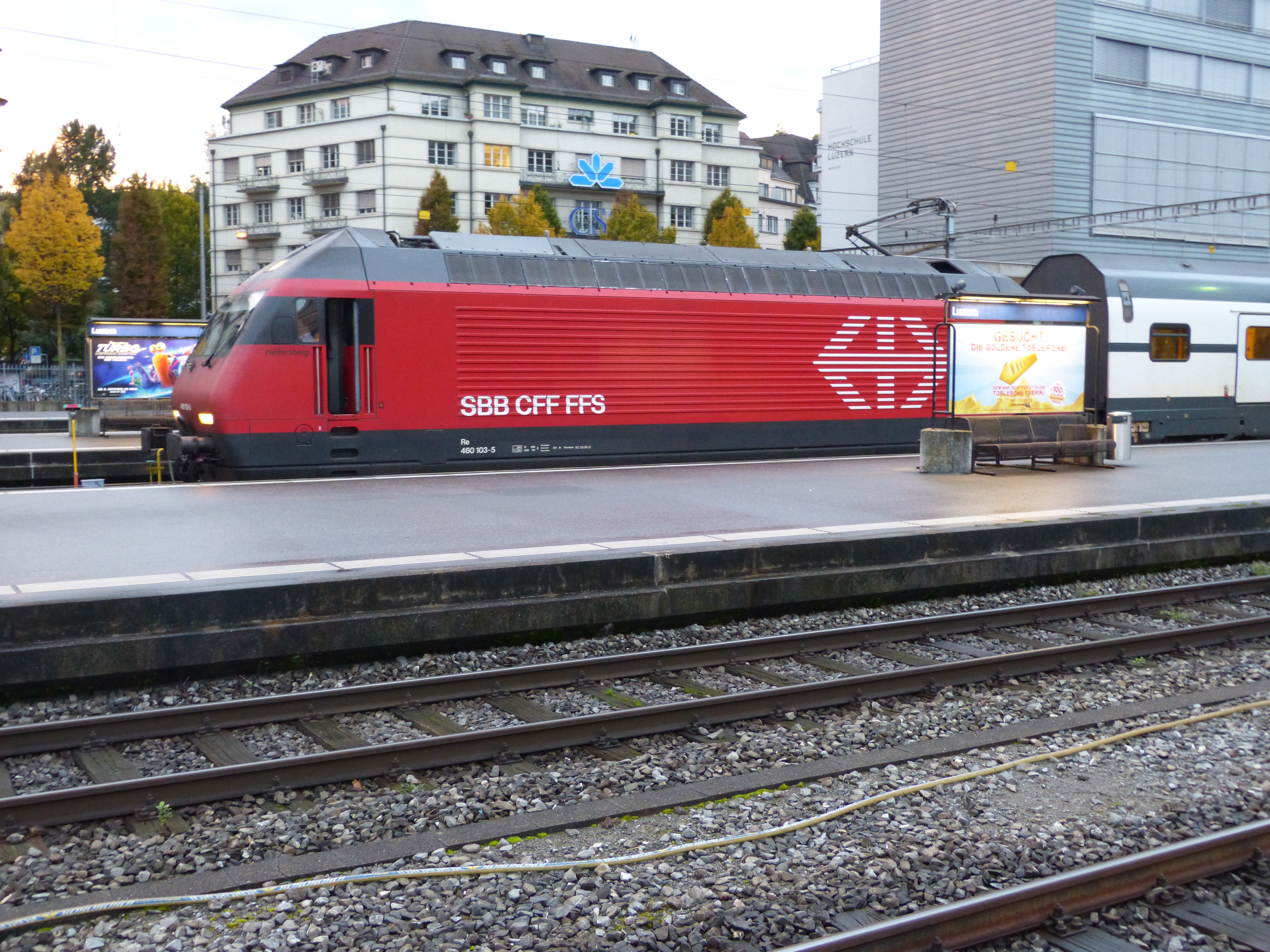
SBB Re 460 mit IC2000-Doppelstockwagen

Neben den nationalen Fernverkehrslinien, welche Luzern mit Basel, Bern, Zürich, dem Tessin und der Romandie verbinden, wird der Bahnhof im internationalen Fernverkehr zweimal täglich durch die Eurocity-Linie Basel–Mailand bedient. Einer der Züge Richtung Süden beginnt dabei bereits in Frankfurt am Main. Ebenfalls ist Luzern Endbahnhof des Voralpen-Express der Südostbahn und der InterRegio-Züge der Zentralbahn von Engelberg und Interlaken.
- Basel SBB – Luzern – Bellinzona – Milano Centrale   teilweise zusätzlich TT
- 21 Basel SBB – Luzern – Lugano  FZ BZ FS RZ , im Sommer zusätzlich
- Genève-Aéroport/Lausanne – Luzern – Locarno (Samstag Genf–Locarno, Sonntag Locarno–Lausanne)
- 15 Genève-Aéroport – Lausanne – Bern – Luzern
- 26 Basel SBB – Luzern –  Göschenen – Locarno  FS  (Treno Gottardo)
- 27 Basel SBB – Olten – Luzern
- 70 Luzern – Zürich HB  BZ RZ
- 75 Luzern – Zürich HB – Konstanz  BZ RZ
- St. Gallen ‒ Herisau ‒ Wattwil ‒ Rapperswil ‒ Pfäffikon SZ ‒ Arth-Goldau ‒ Küssnacht am Rigi ‒ Luzern  FS  Voralpen-Express
- Luzern – Meiringen – Interlaken Ost    (Luzern-Interlaken-Express)
- Luzern – Engelberg  (Luzern-Engelberg-Express)

### Regionalverkehr

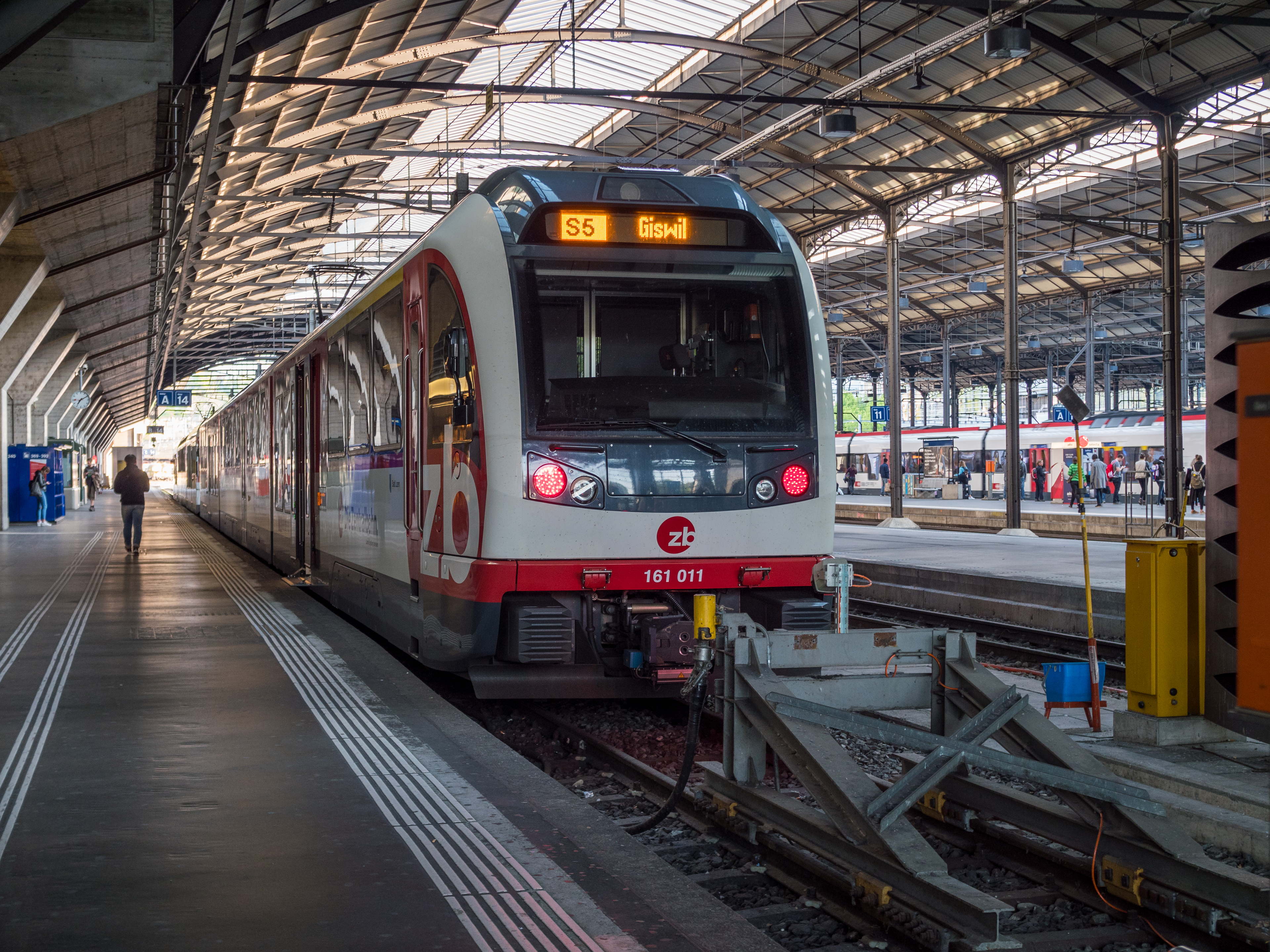
ABeh 161 der Zentralbahn als S5 nach Giswil

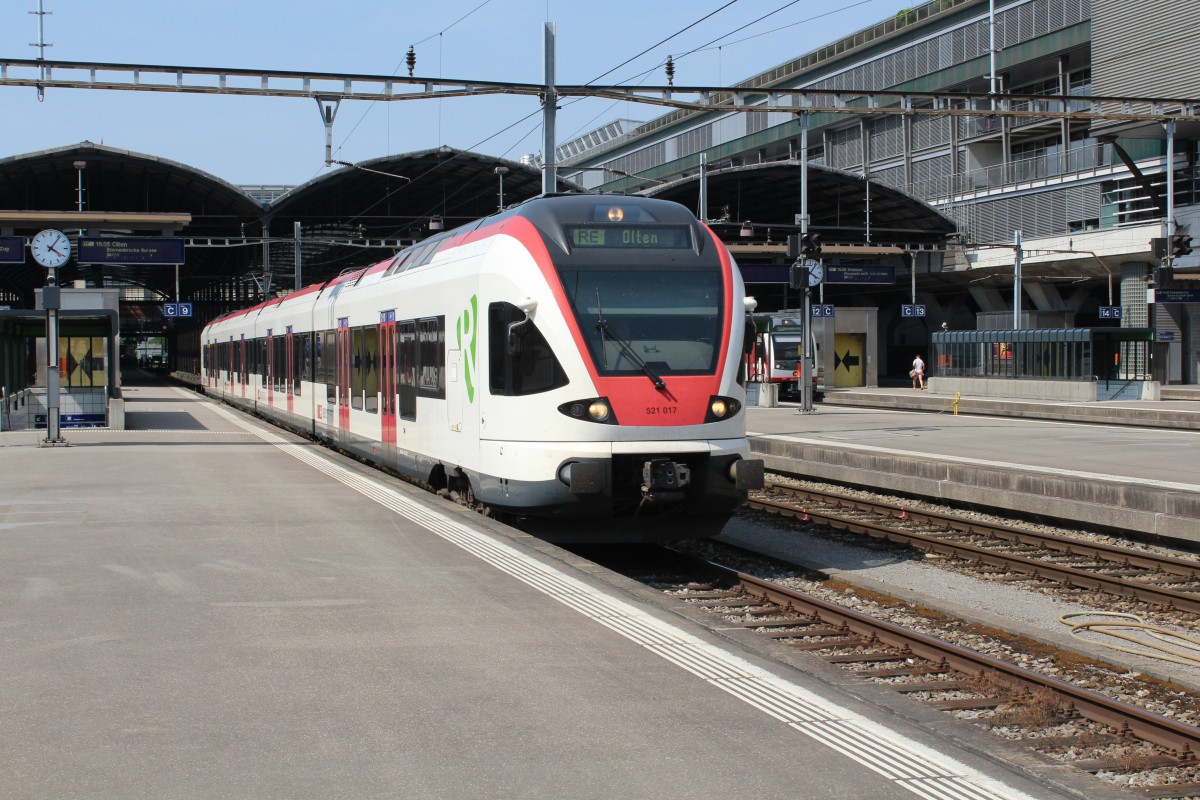
Flirt der SBB als RegioExpress nach Olten

Im Regionalverkehr wird der Bahnhof durch alle sechs Hauptlinien der S-Bahn Luzern bedient. Nur die Linie 1 verkehrt dabei als Durchmesserlinie zwischen Baar und Sursee. Während der Hauptverkehrszeit (HVZ) verkehren diverse Zusatzlinien zur Taktverdichtung.
- S 1 Baar – Rotkreuz (– Luzern – Sursee)
- S 3 Luzern – Brunnen
- S 4 Luzern – Stans (– Wolfenschiessen)
- S 41 Luzern – Horw (nur während HVZ)
- S 44 Luzern – Stans (nur während HVZ)
- S 5 Luzern – Giswil
- S 55 Luzern – Sachseln (nur während HVZ)
- S 6 Luzern – Wolhusen – Langnau i. E./Langenthal
- S 77 Luzern – Willisau (nur während HVZ)
- S 9 Luzern – Lenzburg
- S 99 Luzern – Hochdorf (nur während HVZ)

Neben den S-Bahnen stellen zwei RegioExpress-Linien (RE) den Regionalverkehr in der Region Luzern sicher. Der RE Luzern–Bern fährt dabei bis nach Wolhusen gekuppelt mit der S7 nach Langenthal. Der RE Luzern–Zürich verkehrt nur in den Nächten von Freitag auf Samstag und Samstag auf Sonntag.
- RE 24 Luzern – Olten
- RE 7 Luzern – Wolhusen – Bern/Langenthal als S7
- Luzern – Zürich HB (Nachtzug, verkehrt in den Nächten Fr/Sa und Sa/So)

### Busverkehr

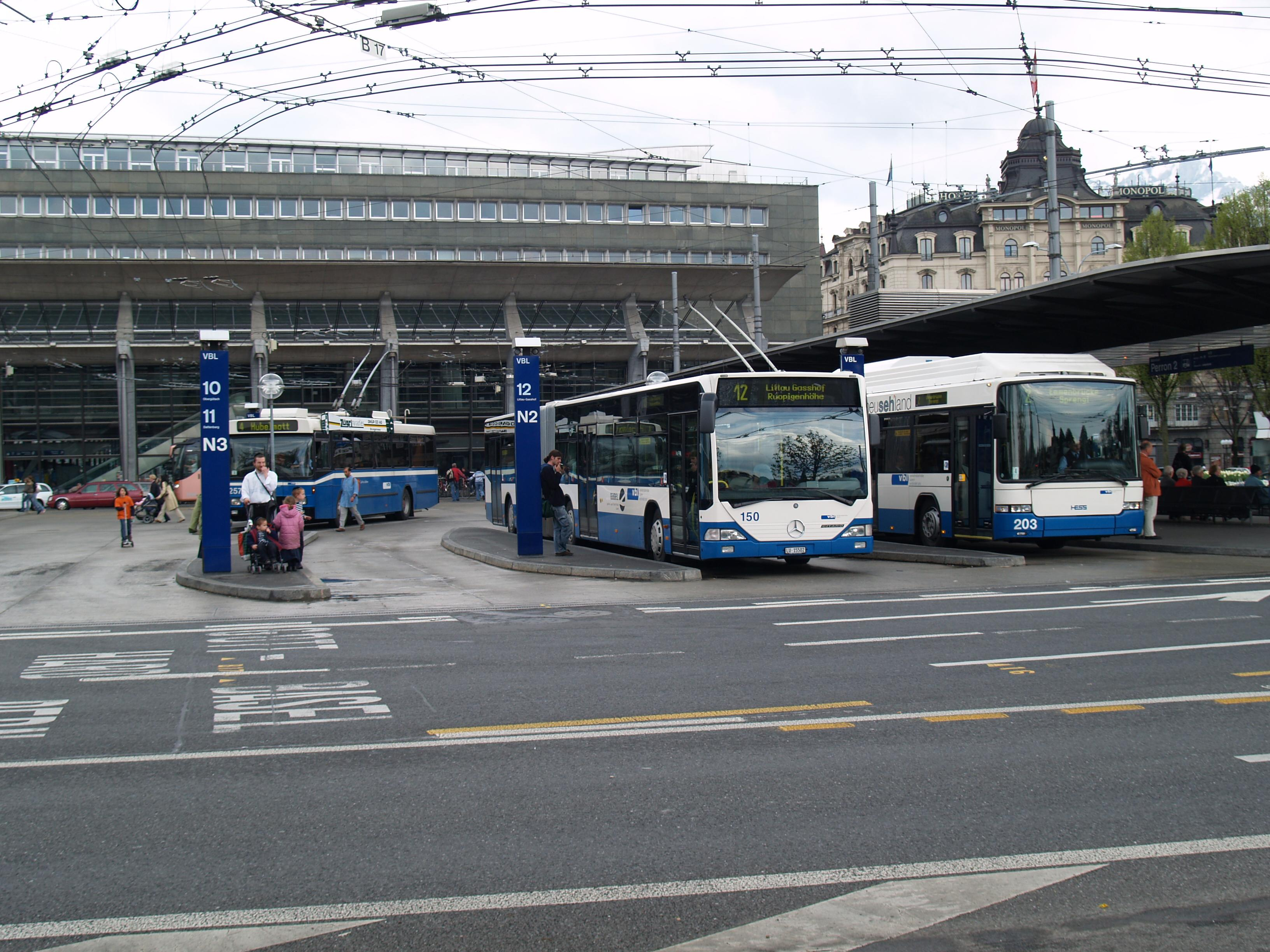
Bushaltekanten für Trolleybusse auf der Westseite des Bahnhofplatzes

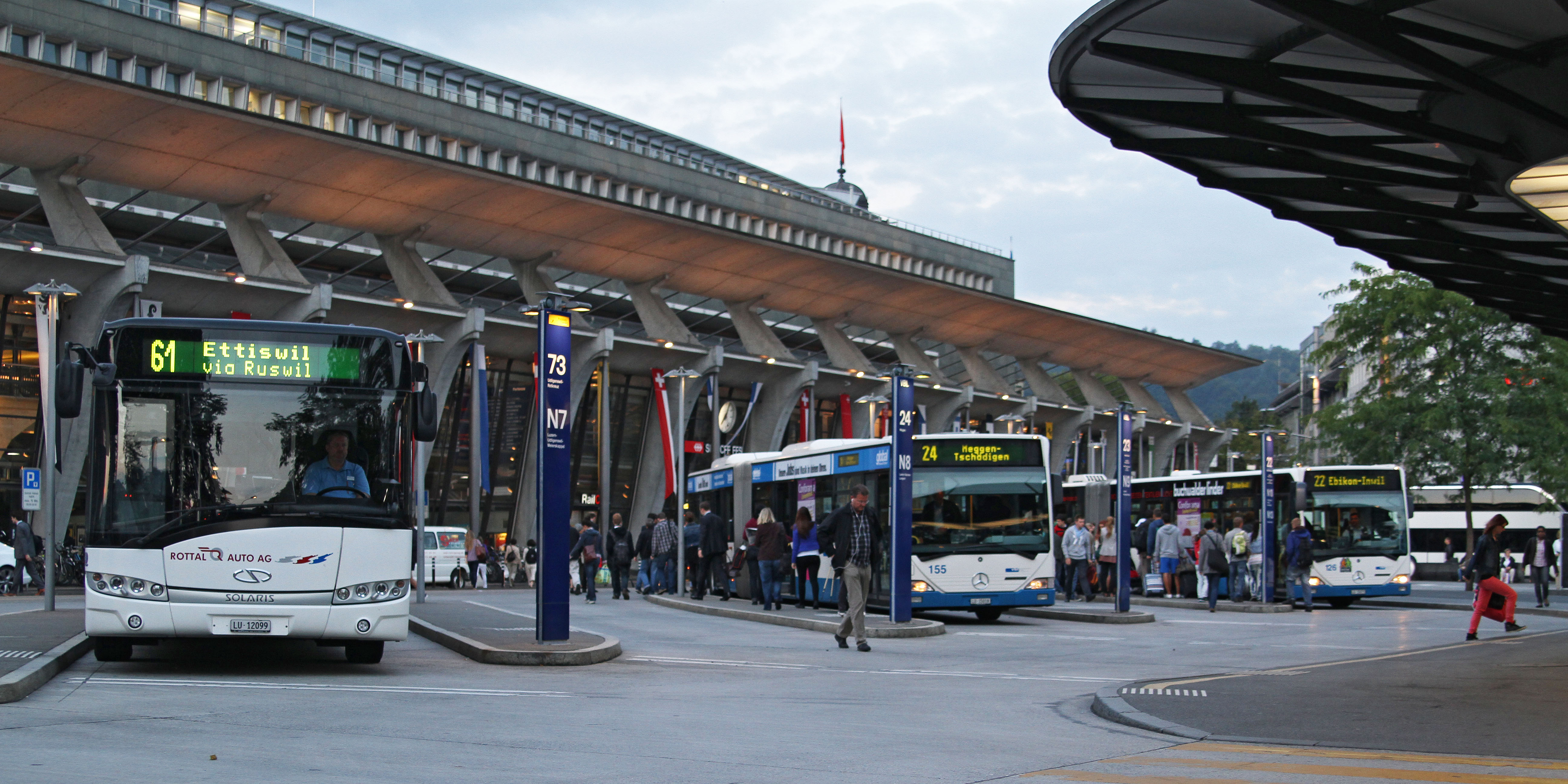
Busse von Rottal Auto AG und VBL auf der Ostseite des Bahnhofplatzes

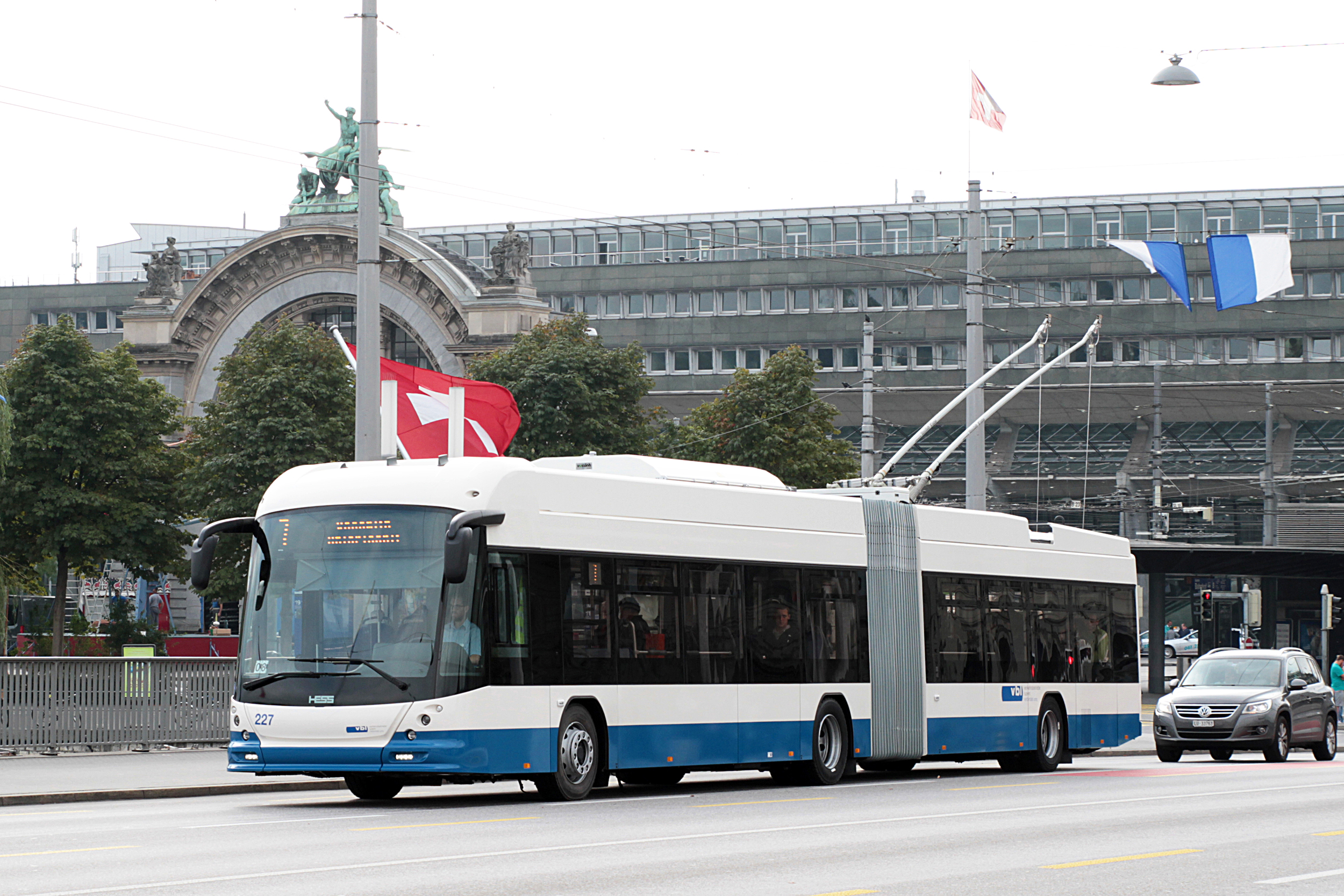
Trolleybus der VBL auf der Seebrücke, im Hintergrund das Aufnahmegebäude des Bahnhofs

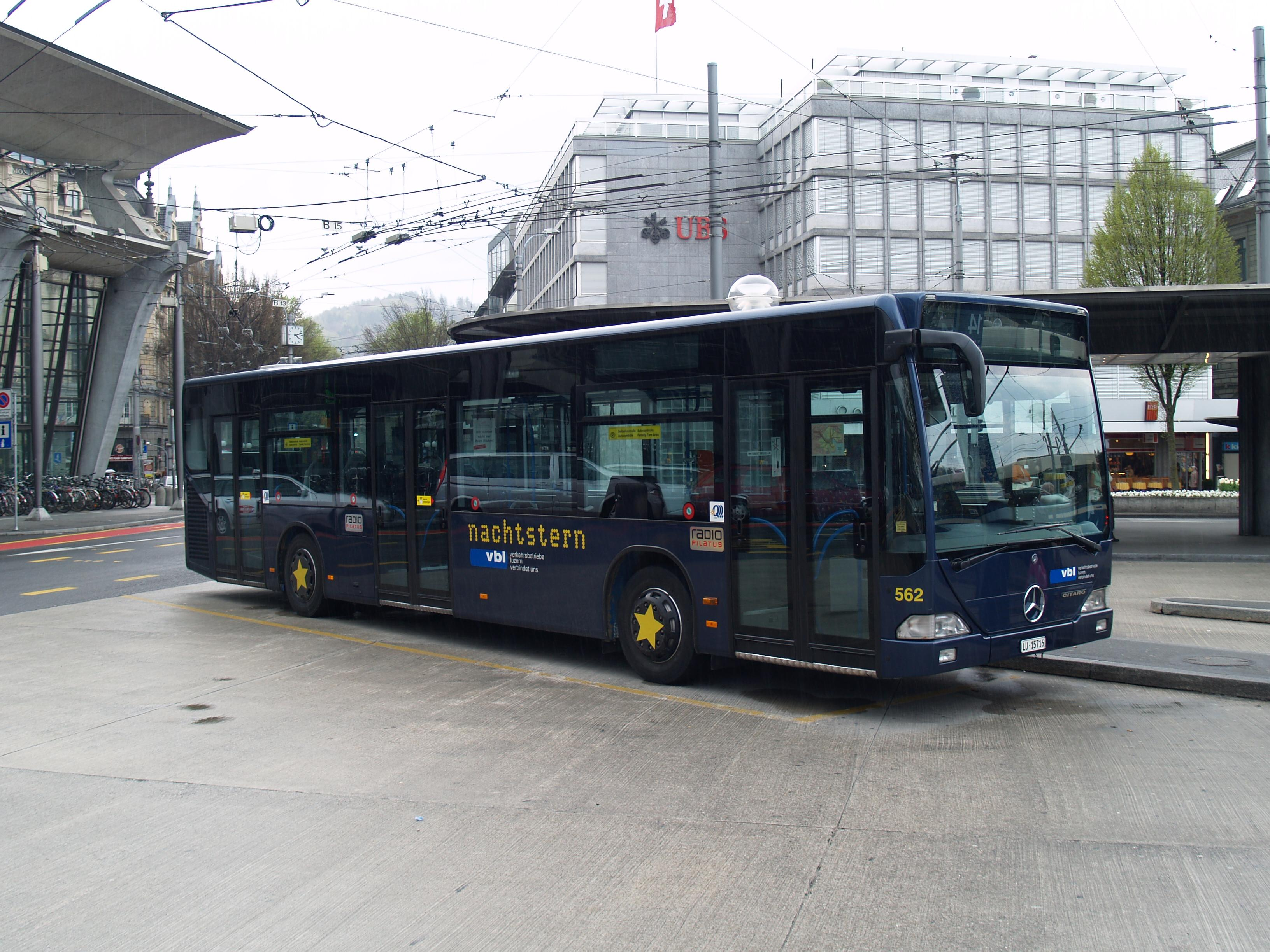
Bus der VBL mit Eigenwerbung für das Nachtbusnetz Nachtstern

Der Bahnhofplatz ist der Knotenpunkt des städtischen und regionalen Busverkehrs. Sechs Linien des Trolleybus Luzern, betrieben durch die Verkehrsbetriebe Luzern (VBL), fahren den Bahnhof an. Die Radiallinien 2 und 4 wenden jeweils am Bahnhof, während die Durchmesserlinien 1, 6, 7 und 8 über die Seebrücke auf die rechte Seeseite weiterführen.
- 1 Obernau, Dorf – Kriens, Busschleife – Luzern, Eichhof – Luzern, Bahnhof – Luzern, Schlossberg – Ebikon, Bahnhof – Ebikon, Fildern (RBus)
- 2 Luzern, Bahnhof – Luzern, Kreuzstutz – Emmenbrücke, Bahnhof Süd – Emmenbrücke, Sprengi (RBus)
- 4 Luzern, Bahnhof – Luzern, Hubelmatt
- 6 Luzern, Matthof – Luzern, Bahnhof – Luzern, Brüelstrasse – Luzern, Büttenenhalde
- 7 Horw, Biregghof – Luzern, Bahnhof – Luzern, Unterlöchli
- 8 Luzern, Hirtenhof – Luzern, Bahnhof – Luzern, Brüelstrasse – Luzern, Würzenbach (RBus)

Dazu kommen 9 städtische Autobuslinien, welche wie das Trolleybusnetz ebenfalls von den VBL betrieben werden.
- 10 Luzern, Bahnhof – Luzern, Obergütsch
- 11 Luzern, Bahnhof – Luzern, Eichhof – Luzern, Dattenberg
- 12 Luzern, Bahnhof – Luzern, Kreuzstutz – Littau, Gasshof
- 14 Horw, Zentrum – Luzern, Eichhof – Luzern, Bahnhof – Luzern, Brüelstrasse
- 18 Luzern, Bahnhof – Luzern, Kantonsspital – Luzern, Bramberg
- 19 Luzern, Bahnhof – Luzern, Schlossberg – Luzern, Friedental
- 20 Luzern, Bahnhof – Luzern, Eichhof – Horw, Zentrum – Horw, Ennethorw/Horw, Technikumstrasse
- 21 Luzern, Bahnhof – Kastanienbaum, Schiffstation – Horw, Zentrum – Kriens, Busschleife
- 24 Luzern, Bahnhof – Luzern, Verkehrshaus – Meggen, Zentrum – Meggen, Tschädigen

Des Weiteren starten beziehungsweise enden einige Regionalbuslinien am Bahnhof, welche im Luzerner Stadtgebiet beschleunigt verkehren. Die Linien 50, 52, 61 und 72 verkehren zwischen Luzern, Kasernenplatz und Emmenbrücke, Bösfeld/Emmenbrücke, Sprengi über die Autobahn A2.
- 50 Luzern, Bahnhof – (A2) – Emmenbrücke, Bösfeld – Menziken, Bahnhof (Auto AG Rothenburg)
- 52 Luzern, Bahnhof – (A2) – Emmenbrücke, Bösfeld – Rickenbach LU, Dorf (Auto AG Rothenburg)
- 61 Luzern, Bahnhof – (A2) – Emmenbrücke, Sprengi – Ruswil, Rottalcenter – Ettiswil, Post (Rottal Auto AG)
- 71 Luzern, Bahnhof – Kriens, Busschleife – Obernau, Dorf – Eigenthal, Talboden (Postauto Zentralschweiz)
- 72 Luzern, Bahnhof – (A2) – Emmenbrücke, Sprengi – Neuenkirch, Lippenrüti (Postauto Zentralschweiz)
- 73 Luzern, Bahnhof – Adligenswil, Dorf – Udligenswil, alte Post – Rotkreuz, Bahnhof Süd (Postauto Zentralschweiz)

Als Ergänzung zum Bahnnetz fährt vom Bahnhof aus auch der Tellbus, welcher Luzern in 45 Minuten über die Autobahn A2 mit Altdorf verbindet. Die Linie verkehrt primär während der Hauptverkehrszeit, mit bis zu 14 Kursen pro Tag und Richtung. Es gibt auch eine Spätverbindung in den Nächten Freitag/Samstag und Samstag/Sonntag. Die Linie wird von der Auto AG Uri gemeinsam mit den Verkehrsbetrieben Luzern und hauptsächlich mit Reisebussen betrieben.
- 493 Luzern, Bahnhof – Luzern, Eichhof – (A2) – Altdorf, Bahnhof West (Tellbus)

In den Nächten Freitag/Samstag und Samstag/Sonntag verkehren die Busse des Nachtstern-Netzes, einer Kooperation von Auto AG Rothenburg, Postauto Zentralschweiz, Rottal Auto AG und den Verkehrsbetrieben Luzern. Es verkehren elf Nachtbuslinien sternförmig vom Bahnhof ins Luzerner Umland sowie die Kantone Nidwalden, Obwalden und Schwyz.
Der Carparkplatz beim Inseliquai, rund 200 Meter östlich des Bahnhofs, ist die Luzerner Fernbushaltestelle. Seit April 2017 fährt Flixbus die Haltestelle am Bahnhof an. Der nationale Fernbusbetreiber Eurobus Swiss-Express bot ab Juni 2018 Fahrten auf der Linie Zürich–Basel–Lugano mit Halt in Luzern an. Nachdem zwischenzeitlich auch direkte Verbindungen nach Zürich angeboten worden waren, stellte Eurobus den Betrieb im November 2019 wieder ein.

### Schifffahrt

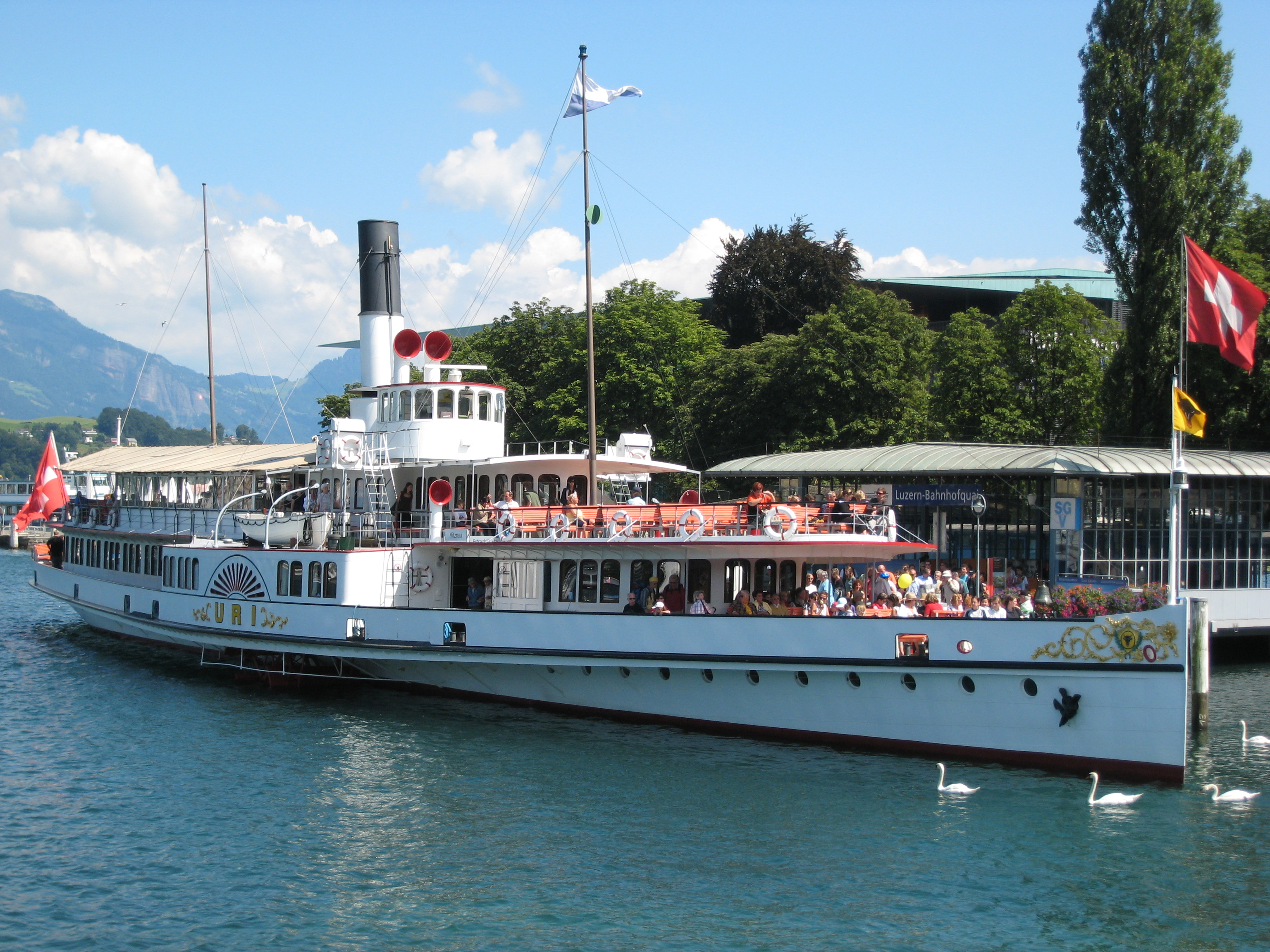
Dampfschiff Uri der Schifffahrtsgesellschaft des Vierwaldstättersees am Landungssteg 1

Direkt am Bahnhofplatz sowie am Europaplatz rund um das Kultur- und Kongresszentrum Luzern befinden sich sechs Schiffsanlegestellen (Luzern Bahnhofquai 1–6) der Schifffahrtsgesellschaft des Vierwaldstättersees (SGV). Es fahren Dampf- und Motorschiffe auf dem Vierwaldstättersee nach Brunnen–Flüelen, Alpnachstad und Küssnacht sowie auf Teilstrecken. Seit Mai 2018 pendelt der Katamaran Bürgenstock im Stundentakt zwischen Luzern und Kehrsiten-Bürgenstock, wo Anschluss zur Standseilbahn auf den Bürgenstock besteht.

## Zukunft

### Velotunnel
Bis 2025 baut die Stadt Luzern den Posttunnel, welcher neben der Personenunterführung die Bahnsteiggleise quert, zu einer Veloabstellanlage für rund 800 Fahrräder um. Dazu wird die Wand zwischen den beiden Tunneln eingerissen. Auf der Westseite der Zentralstrasse werden eine Rampe und ein Lift gebaut, um die Unterführung und das Veloparking barrierefrei zu erschliessen. Durch den Bau des Zugangs fallen an der Habsburgerstrasse rund 130 Veloabstellplätze weg. Die Nutzung der Abstellplätze wird voraussichtlich auf rund 6 Jahre beschränkt sein, da ab 2030 der Tiefbahnhof gebaut werden soll. Die Zugangsrampe soll in Zukunft als Zugang zum Durchgangsbahnhof dienen.
Im Zusammenhang mit dem geplanten Tiefbahnhof laufen Überlegungen, an Stelle der heutigen Gleise 1 und 2 einen neuen Bahnhofplatz West zu errichten. In diesem Fall wäre die geplante Zugangsrampe zur Unterführung nicht mehr nötig, womit sie nach dem Entfernen der Velostellplätze ihre Funktion verlieren würde. Somit wären die geschätzten Kosten von 7,5 Millionen Franken für den Velotunnel nicht mehr rechtfertigbar. Aus diesem Grund ist das Projekt vorerst pausiert.

### Rösslimatt
Südöstlich des Bahnhofs wird in den nächsten Jahren das Rösslimatt-Quartier neu gestaltet. Dafür haben die Schweizerischen Bundesbahnen (SBB) gemeinsam mit der Stadt Luzern einen Gestaltungsplan erarbeitet. Unmittelbar zwischen dem Güterbahnhof und der Güterstrasse investieren die SBB 99 Millionen Franken für den Bau des Gebäudes Perron (Baufeld A), in welches ab 2025 die Departemente Wirtschaft und Soziale Arbeit der Hochschule Luzern einziehen werden. Auf zwei weiteren Baufeldern entlang der Bürgenstrasse sollen rund 18'000 Quadratmeter Bürofläche in den Obergeschossen sowie publikumsorientierte Nutzungen im Erdgeschoss entstehen (Baufelder B und C). Per 2025 wird das Pharmaunternehmen Merck, Sharp & Dohme (MSD) die Bürogeschosse mieten und dort rund 850 Arbeitsplätze, welche heute auf drei Standorte in Luzern und Kriens verteilt sind, zusammenziehen.
Um 2040 sollten weitere Flächen zwischen Güter- und Rösslimattstrasse freiwerden, wo sich heute Abstellgleise befinden. Nach dem Bau des Durchgangsbahnhofs, während dem das Areal als Installationsplatz genutzt werden soll, soll auf den Baufeldern D, E und F hauptsächlich Wohnraum entstehen.

### Durchgangsbahnhof
Die heutige Zufahrt zum Bahnhof Luzern gilt als überlastet. Ein Angebotsausbau ist nicht mehr möglich. Es gab verschiedene Ideen, die Engpässe am Rotsee, im Gütschtunnel, im Gleisvorfeld und im Bahnhof selbst zu lösen. 2009 beauftragten das Luzerner Parlament (einstimmig) und die Stimmbevölkerung den Regierungsrat, ein Vorprojekt für einen Luzerner Tiefbahnhof mit Durchmesserlinie auszuarbeiten. Dafür hiessen Parlament und Souverän einen Kredit von 20 Millionen Franken gut. In einem umfangreichen, zweistufigen Variantenstudium wurden über 30 Varianten, darunter 6 Varianten vertieft, untersucht. Dabei stellte sich der Durchgangsbahnhof Luzern als beste Lösung heraus. Gemäss einer Nutzenstudie ermöglicht er zukünftig ein markant besseres Angebot, kürzere Reisezeiten und deutlich mehr nationale und regionale Verbindungen. Das Projekt besteht aus einer unterirdischen Durchmesserlinie und einem unter dem heutigen Bahnhof liegenden Tiefbahnhof mit vier Gleisen. Die Durchmesserlinie wird die Achsen Basel/Bern–Luzern und Luzern–Zürich sowie die Hauptentwicklungsachsen des Kantons Luzern verbinden und eine neue Nord-Süd-Verbindung zum Gotthard-Basistunnel via Luzern schaffen. Der Tunnel Richtung Zürich wird das Seebecken des Vierwaldstättersees unterqueren.
Das Bundesparlament bewilligte 2019 für den Bahnausbauschritt 2035 Investitionen von schweizweit 12,9 Milliarden Franken. Zum Massnahmenpaket gehört der für die Zentralschweiz wichtige Bau des Zimmerberg-Basistunnels II zwischen Zürich und Zug. Im vom Parlament beschlossenen Ausbauschritt 2035 ist die Projektierung des Durchgangsbahnhofs Luzern inklusive Auflageprojekt enthalten. Damit besteht nun eine grosse Chance, dass der Durchgangsbahnhof nach der Projektierung auch realisiert werden kann. Der Baubeginn ist um das Jahr 2030, die Inbetriebnahme um 2040 geplant.
Das Projekt besteht aus den vier Teilprojekten Dreilindentunnel (Ebikon–Schweizerhofquai), Seeunterquerung (Schweizerhofquai–Bahnhofplatz), Tiefbahnhof (viergleisig) sowie Neustadttunnel (Bahnhof–Portal Heimbach). In der ersten Etappe sollen der Dreilindentunnel, die Seeunterquerung sowie der Bahnhof mit zwei 420 Meter langen Mittelperrons gebaut werden. Danach kann der Tiefbahnhof bereits als unterirdischer Kopfbahnhof in Betrieb gehen. Anschliessend wird der Neustadttunnel erstellt, wodurch die Durchmesserlinie Basel/Bern–Luzern–Zürich/Tessin entsteht. Die Kosten für den Durchgangsbahnhof liegen gemäss Planungen bei rund 3,3 Milliarden Franken, wovon rund 1,8 Milliarden Franken für die erste Etappe benötigt werden.
Bis 2026 erarbeiten die SBB das Auflageprojekt, auf dessen Grundlage das eidgenössische Parlament voraussichtlich im selben Jahr entscheiden kann, ob der Durchgangsbahnhof tatsächlich gebaut wird. Nach der Eröffnung der Durchmesserlinie ab 2040 werden im Bahnhof Luzern Gleisfelder im Umfang von sechs Hektaren nicht mehr benötigt, weil die heutigen oberirdischen Abstell- und Serviceanlagen wegfallen. Die Umgestaltung der grossen freiwerdenden Flächen stellt eine historische Chance für die Luzerner Stadtplanung dar. Für die Planung beantragte der Stadtrat im Herbst 2019 einen Planungskredit über drei Millionen Franken.

### Durchmesserperron

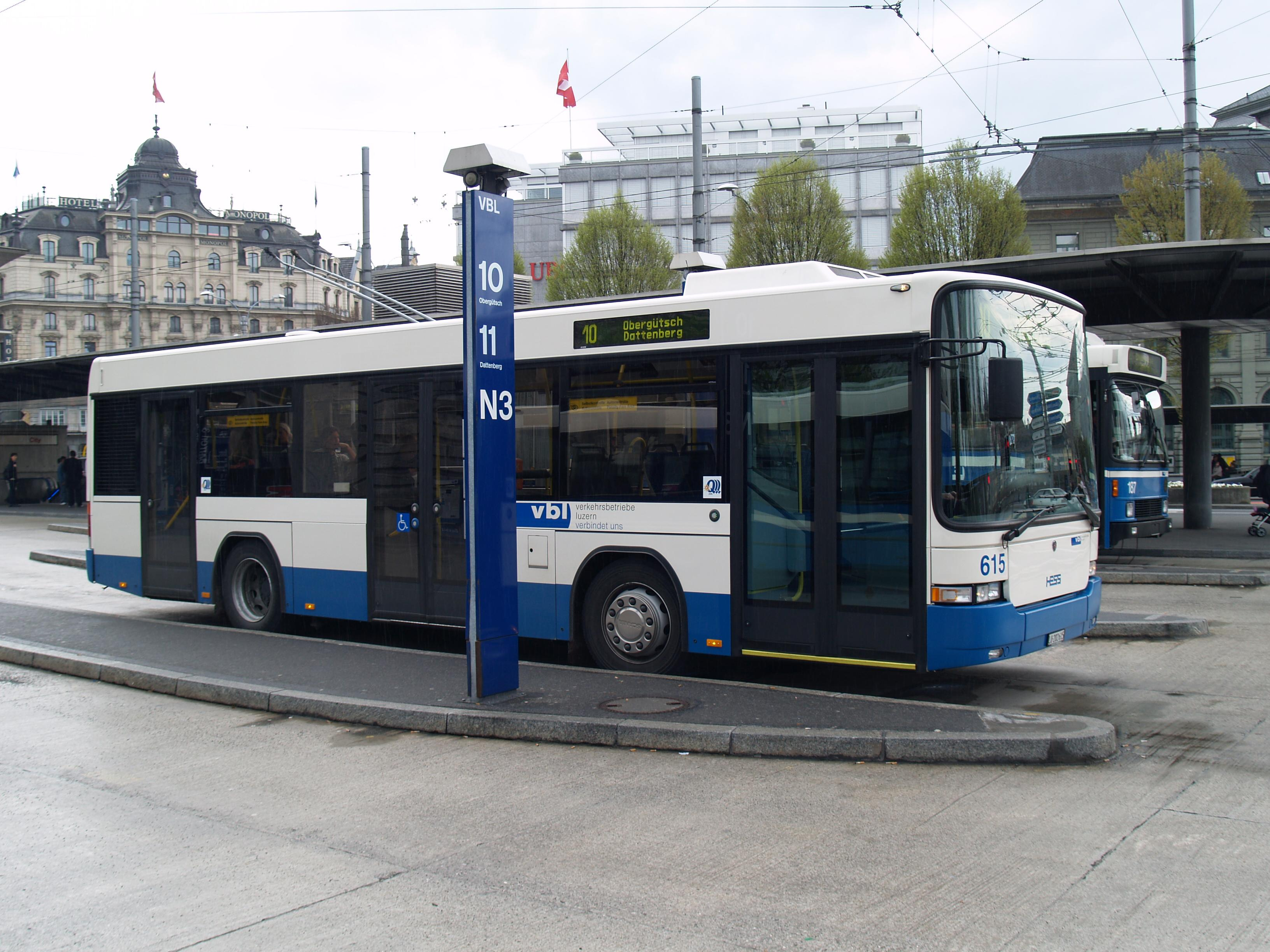
Bus der Verkehrsbetriebe Luzern an einer der zu ersetzenden Halteinseln auf dem Bahnhofplatz

Zur Bewältigung von Mehrverkehr im Luzerner Busnetz planen Kanton und Stadt Luzern die Einrichtung von zwei zusätzlichen Durchmesserperrons am Busbahnhof. Durch diese stehen den Durchmesserlinien neu vier statt bisher zwei 25 Meter lange Haltekanten pro Fahrtrichtung zur Verfügung, womit neue Durchbindungen wie die Linie 3 Littau–Würzenbach oder Ennethorw–Meggen geschaffen werden können. Diese entlasten wiederum die Haltekanten auf dem Bahnhofplatz, welche heute alle belegt sind.
Geplant ist der Bau eines zweiten, 50 Meter langen Perrons vor der Hauptpost, womit zukünftig in Richtung Süden vier Bushaltekanten in zwei parallelen Spuren zur Verfügung stehen. In Richtung Norden soll die Bushaltekante vor dem Torbogen auf dem Bahnhofplatz ausgebaut werden, damit auch dort zwei zusätzliche Haltekanten für Durchmesserlinien entstehen. Im Gegenzug sollen die fünf bestehenden, kurzen Halteinseln auf der Westseite des Bahnhofplatzes durch zwei 25 Meter lange Kanten ersetzt werden. Die für die Durchmesserperrons nötige Strassenverbreiterung führt zu einer Einengung des seeseitigen Trottoirs bei der Seebrücke, weshalb dort eine Brückenverbreiterung vorgesehen ist.
Die Kosten für die Durchmesserperronanlage und die dazu nötigen strassenseitigen Anpassungen sollen rund 8 Millionen Franken betragen und werden durch den Kanton und die Stadt Luzern getragen. Die Fertigstellung ist frühestens 2025 vorgesehen. Das konkrete Projekt wurde im Jahr 2022 vom Kanton Luzern sogleich neu initiiert.